# Liste des matchs de l'équipe du Qatar de football par adversaire
Cette liste présente les matchs de l'équipe du Qatar de football par adversaire rencontré. Lorsqu'une rivalité footballistique particulière existe entre le Qatar et un autre pays, une page spécifique est parfois proposée.
- Haut – A
- B
- C
- D
- E
- F
- G
- H
- I
- J
- K
- L
- M
- N
- O
- P
- Q
- R
- S
- T
- U
- V
- W
- X
- Y
- Z

## A

### Afghanistan

#### Confrontations
Confrontations entre le Qatar et l'Afghanistan en matchs officiels.
|   | Date              | Lieu      | Match               | Score | Compétition                                                         |
| - | ----------------- | --------- | ------------------- | ----- | ------------------------------------------------------------------- |
| 1 | 6 avril 1975      | Bagdad    | Qatar - Afghanistan | 2-1   | Tour préliminaire à la Coupe d'Asie des nations 1976 (gr. 2)        |
| 2 | 12 avril 1975     | Bagdad    | Qatar - Afghanistan | 1-1   | Tour préliminaire à la Coupe d'Asie des nations 1976 (gr. 2)        |
| 3 | mars 1979         | Dacca     | Afghanistan - Qatar | 0-3   | Tour préliminaire à la Coupe d'Asie des nations 1980 (gr. 2)        |
| 4 | mars 1979         | Dacca     | Qatar - Afghanistan | 3-0   | Tour préliminaire à la Coupe d'Asie des nations 1980 (gr. 2)        |
| 5 | 13 septembre 1984 | Guangzhou | Qatar - Afghanistan | 8-0   | Tour préliminaire à la Coupe d'Asie des nations 1984 (gr. 4)        |
| 6 | 5 septembre 2019  | Al Rayyan | Qatar - Afghanistan | 6-0   | Éliminatoires de la Coupe d'Asie des nations 2023 (2e tour - gr. E) |
| 7 | 19 novembre 2019  | Douchanbé | Afghanistan - Qatar | 0-1   | Éliminatoires de la Coupe d'Asie des nations 2023 (2e tour - gr. E) |

#### Bilan
Au 27 novembre 2022 :
- Total de matchs disputés : 7
- Victoires du Qatar : 6
- Victoires de l'Afghanistan : 0
- Matchs nuls : 1
- Total de buts marqués par l'Afghanistan : 2
- Total de buts marqués par le Qatar : 24

### Albanie

#### Confrontations
Confrontations entre le Qatar et l'Albanie en matchs officiels.
|   | Date            | Lieu     | Match           | Score | Compétition  |
| - | --------------- | -------- | --------------- | ----- | ------------ |
| 1 | 22 mai 2012     | Madrid   | Albanie - Qatar | 2-1   | Match amical |
| 2 | 29 mai 2016     | Hartberg | Albanie - Qatar | 3-1   | Match amical |
| 3 | 9 novembre 2022 | Marbella | Albanie - Qatar | 0-1   | Match amical |

#### Bilan
Au 27 novembre 2022 :
- Total de matchs disputés : 3
- Victoires du Qatar : 1
- Victoires de l'Albanie : 2
- Matchs nuls : 0
- Total de buts marqués par le Qatar : 3
- Total de buts marqués par l'Albanie : 5

### Algérie

#### Confrontations
Confrontations entre le Qatar et l'Algérie en matchs officiels.
|   | Date             | Lieu   | Match           | Score | Compétition                               |
| - | ---------------- | ------ | --------------- | ----- | ----------------------------------------- |
| 1 | 4 juillet 1972   | Bagdad | Algérie - Qatar | 3 - 0 | Match amical                              |
| 2 | 30 juillet 1989  | Paris  | Qatar - Algérie | 1 - 1 | Match amical                              |
| 3 | 4 septembre 2003 | Dinard | Qatar - Algérie | 0 - 1 | Match amical                              |
| 4 | 26 mars 2015     | Doha   | Qatar - Algérie | 1 - 0 | Match amical                              |
| 5 | 27 décembre 2018 | Doha   | Qatar - Algérie | 0 - 1 | Match amical                              |
| 6 | 15 décembre 2021 | Doha   | Qatar - Algérie | 1 - 2 | Coupe arabe de la FIFA 2021 (demi-finale) |

#### Bilan
Au 27 novembre 2022 :
- Total de matchs disputés : 6
- Victoires du Qatar : 1
- Victoires de l'Algérie : 4
- Matchs nuls : 1
- Total de buts marqués par le Qatar : 3
- Total de buts marqués par l'Algérie : 8

### Andorre

#### Confrontations
Confrontations entre le Qatar et Andorre en matchs officiels.
|   | Date         | Lieu              | Match           | Score | Compétition  |
| - | ------------ | ----------------- | --------------- | ----- | ------------ |
| 1 | 16 août 2017 | Burton upon Trent | Andorre - Qatar | 0 - 1 | Match amical |

#### Bilan
Au 27 novembre 2022 :
- Total de matchs disputés : 1
- Victoires du Qatar : 1
- Victoires d'Andorre : 0
- Matchs nuls : 0
- Total de buts marqués par le Qatar : 1
- Total de buts marqués par Andorre : 0

### Arabie saoudite

#### Confrontations
Confrontations entre le Qatar et l'Arabie saoudite en matchs officiels.
|    | Date              | Lieu         | Match                   | Score           | Compétition                                                           |
| -- | ----------------- | ------------ | ----------------------- | --------------- | --------------------------------------------------------------------- |
| 1  | 2 avril 1970      | Madinat 'Isa | Arabie saoudite - Qatar | 1-1             | Coupe du Golfe des nations 1970 (en)                                  |
| 2  | 24 mars 1972      | Riyad        | Arabie saoudite - Qatar | 4-0             | Coupe du Golfe des nations 1972 (en)                                  |
| 3  | 16 mars 1974      | Koweït       | Arabie saoudite - Qatar | 2-0             | Coupe du Golfe des nations 1974 (en) (tour préliminaire)              |
| 4  | 26 mars 1974      | Koweït       | Arabie saoudite - Qatar | 3-1             | Coupe du Golfe des nations 1974 (en) (demi-finale)                    |
| 5  | 4 avril 1975      | Bagdad       | Arabie saoudite - Qatar | 2-1             | Tour préliminaire à la Coupe d'Asie des nations 1976 (gr. 2)          |
| 6  | 14 avril 1975     | Bagdad       | Arabie saoudite - Qatar | 0-1             | Tour préliminaire à la Coupe d'Asie des nations 1976 (gr. 2)          |
| 7  | 26 mars 1976      | Doha         | Qatar - Arabie saoudite | 1-0             | Coupe du Golfe des nations 1976 (en)                                  |
| 8  | 13 décembre 1978  | Bangkok      | Arabie saoudite - Qatar | 2-2             | Jeux asiatiques de 1978                                               |
| 9  | 4 avril 1979      | Bagdad       | Arabie saoudite - Qatar | 7-0             | Coupe du Golfe des nations 1979 (en)                                  |
| 10 | 31 mars 1981      | Riyad        | Arabie saoudite - Qatar | 1-0             | Tours préliminaires à la Coupe du monde 1982 (Zone Asie - gr. 2)      |
| 11 | 29 mars 1982      | Abou Dabi    | Arabie saoudite - Qatar | 1-0             | Coupe du Golfe des nations 1982 (en)                                  |
| 12 | 10 mars 1984      | Mascate      | Qatar - Arabie saoudite | 2-1             | Coupe du Golfe des nations 1984 (en)                                  |
| 13 | 8 décembre 1984   | Singapour    | Arabie saoudite - Qatar | 1-1             | Coupe d'Asie des nations 1984 (gr. 1)                                 |
| 14 | 7 juillet 1985    | Taëf         | Arabie saoudite - Qatar | 1-0             | Coupe arabe des nations 1985 (gr. 1)                                  |
| 15 | 12 juillet 1985   | Taëf         | Arabie saoudite - Qatar | 0-0 (tab : 4-1) | Coupe arabe des nations 1985 (match pour la 3e place)                 |
| 16 | 5 avril 1986      | Manama       | Arabie saoudite - Qatar | 2-0             | Coupe du Golfe des nations 1986 (en)                                  |
| 17 | 29 septembre 1986 | Gwangju      | Arabie saoudite - Qatar | 1-0             | Jeux asiatiques de 1986                                               |
| 18 | 5 mars 1988       | Riyad        | Arabie saoudite - Qatar | 0-0             | Coupe du Golfe des nations 1988 (en)                                  |
| 19 | 16 octobre 1989   | Singapour    | Qatar - Arabie saoudite | 1-1             | Tours préliminaires à la Coupe du monde 1990 (Zone Asie - tour final) |
| 20 | 31 octobre 1992   | Hiroshima    | Arabie saoudite - Qatar | 1-1             | Coupe d'Asie des nations 1992 (gr. 2)                                 |
| 21 | 10 décembre 1992  | Doha         | Qatar - Arabie saoudite | 0-1             | Coupe du Golfe des nations 1992 (en)                                  |
| 22 | 12 novembre 1994  | Abou Dabi    | Qatar - Arabie saoudite | 1-2             | Coupe du Golfe des nations 1994 (en)                                  |
| 23 | 19 octobre 1996   | Mascate      | Qatar - Arabie saoudite | 2-2             | Coupe du Golfe des nations 1996 (en)                                  |
| 24 | 11 octobre 1997   | Riyad        | Arabie saoudite - Qatar | 1-0             | Tours préliminaires à la Coupe du monde 1998 (Zone Asie - 2e tour)    |
| 25 | 12 novembre 1997  | Doha         | Qatar - Arabie saoudite | 0-1             | Tours préliminaires à la Coupe du monde 1998 (Zone Asie - 2e tour)    |
| 26 | 1er octobre 1998  | Doha         | Qatar - Arabie saoudite | 1-3             | Coupe arabe des nations 1998 (finale)                                 |
| 27 | 11 novembre 1998  | Manama       | Qatar - Arabie saoudite | 0-0             | Coupe du Golfe des nations 1998 (en)                                  |
| 28 | 17 octobre 2000   | Sidon        | Arabie saoudite - Qatar | 0-0             | Coupe d'Asie des nations 2000 (gr. C)                                 |
| 29 | 5 août 2001       | Riyad        | Arabie saoudite - Qatar | 1-2             | Match amical                                                          |
| 30 | 30 janvier 2002   | Riyad        | Arabie saoudite - Qatar | 3-1             | Coupe du Golfe des nations 2002 (en)                                  |
| 31 | 29 décembre 2003  | Koweït       | Arabie saoudite - Qatar | 0-0             | Coupe du Golfe des nations 2003 (en)                                  |
| 32 | 21 janvier 2007   | Abou Dabi    | Arabie saoudite - Qatar | 1-1             | Coupe du Golfe des nations 2007 (en) (gr. A)                          |
| 33 | 30 août 2008      | Riyad        | Arabie saoudite - Qatar | 2-1             | Match amical                                                          |
| 34 | 5 janvier 2009    | Mascate      | Arabie saoudite - Qatar | 0-0             | Coupe du Golfe des nations 2009 (gr. B)                               |
| 35 | 26 mai 2009       | Doha         | Qatar - Arabie saoudite | 2-1             | Match amical                                                          |
| 36 | 28 novembre 2010  | Aden         | Qatar - Arabie saoudite | 1-1             | Coupe du Golfe des nations 2010 (gr. A)                               |
| 37 | 31 décembre 2013  | Doha         | Qatar - Arabie saoudite | 4-1             | Championnat d'Asie de l'Ouest 2014 (gr. A)                            |
| 38 | 13 novembre 2014  | Riyad        | Arabie saoudite - Qatar | 1-1             | Coupe du Golfe des nations 2014 (gr. A)                               |
| 39 | 26 novembre 2014  | Riyad        | Arabie saoudite - Qatar | 1-2             | Coupe du Golfe des nations 2014 (finale)                              |
| 40 | 17 janvier 2019   | Abou Dabi    | Arabie saoudite - Qatar | 0-2             | Coupe d'Asie des Nations 2019 (gr. E)                                 |
| 41 | 5 décembre 2019   | Al Wakrah    | Arabie saoudite - Qatar | 1-0             | Coupe du Golfe des nations 2019 (en) (demi-finale)                    |

#### Bilan
Au 27 novembre 2022 :
- Total de matchs disputés : 41
- Victoires de l'Arabie saoudite : 18
- Matchs nuls : 15
- Victoires du Qatar : 8
- Total de buts marqués par l'Arabie saoudite : 54
- Total de buts marqués par le Qatar : 33

### Argentine

#### Confrontations
Confrontations entre le Qatar et l'Argentine en matchs officiels.
|   | Date             | Lieu         | Match             | Score | Compétition               |
| - | ---------------- | ------------ | ----------------- | ----- | ------------------------- |
| 1 | 16 novembre 2005 | Doha         | Qatar - Argentine | 0-3   | Match amical              |
| 2 | 23 juin 2019     | Porto Alegre | Qatar - Argentine | 0-2   | Copa América 2019 (gr. B) |

#### Bilan
Au 24 juin 2019 :
- Total de matchs disputés : 2
- Victoires de l'Argentine : 2
- Matchs nuls : 0
- Victoires du Qatar : 0
- Total de buts marqués par l'Argentine : 5
- Total de buts marqués par le Qatar : 0

### Australie
| Date            | Lieu                | Match             | Score | Compétition                                |
| 6 février 2008  | Melbourne Australie | Australie - Qatar | 3 - 0 | Qualifications pour la Coupe du monde 2010 |
| 14 juin 2008    | Doha Qatar          | Qatar - Australie | 1 - 3 | Qualifications pour la Coupe du monde 2010 |
| 15 octobre 2008 | Brisbane Australie  | Australie - Qatar | 4 - 0 | Qualifications pour la Coupe du monde 2010 |
| 6 juin 2009     | Doha Qatar          | Qatar - Australie | 0 - 0 | Qualifications pour la Coupe du monde 2010 |
| 14 octobre 2014 | Doha Qatar          | Qatar - Australie | 1 - 0 | Match amical                               |

#### Bilan
- Total de matchs disputés : 5
- Victoires de l'équipe d'Australie : 3
- Victoires du équipe du Qatar : 1
- Matchs nuls : 1

### Azerbaïdjan

#### Confrontations
Confrontations entre le Qatar et l'Azerbaïdjan en matchs officiels.
|   | Date             | Lieu     | Match               | Score | Compétition  |
| - | ---------------- | -------- | ------------------- | ----- | ------------ |
| 1 | 29 mai 2013      | Doha     | Qatar - Azerbaïdjan | 1-1   | Match amical |
| 2 | 9 mars 2017      | Doha     | Qatar - Azerbaïdjan | 1-2   | Match amical |
| 3 | 27 mars 2021     | Debrecen | Qatar - Azerbaïdjan | 2-1   | Match amical |
| 4 | 14 novembre 2021 | Bakou    | Azerbaïdjan - Qatar | 2-2   | Match amical |

#### Bilan
Au 28 novembre 2022 :
- Total de matchs disputés : 4
- Victoires du Qatar : 1
- Victoires de l'Azerbaïdjan : 1
- Matchs nuls : 2
- Total de buts marqués par le Qatar : 6
- Total de buts marqués par l'Azerbaïdjan : 6

## B

### Bahreïn

#### Confrontations
Confrontations entre le Qatar et Bahreïn :
|    | Date              | Lieu         | Match           | Score           | Compétition                                                           |
| -- | ----------------- | ------------ | --------------- | --------------- | --------------------------------------------------------------------- |
| 1  | 27 mars 1970      | Madinat 'Isa | Bahreïn - Qatar | 2-1             | Coupe du Golfe des nations 1970 (en)                                  |
| 2  | 21 mars 1972      | Riyad        | Bahreïn - Qatar | 6-2             | Coupe du Golfe des nations 1972 (en)                                  |
| 3  | 10 avril 1976     | Doha         | Qatar - Bahreïn | 3-0             | Coupe du Golfe des nations 1976 (en)                                  |
| 4  | 13 mars 1977      | Al Rayyan    | Qatar - Bahreïn | 2-0             | Tours préliminaires à la Coupe du monde 1978 (Groupe Asie 4)          |
| 5  | 19 mars 1977      | Al Rayyan    | Qatar - Bahreïn | 0-3             | Tours préliminaires à la Coupe du monde 1978 (Groupe Asie 4)          |
| 6  | 6 avril 1979      | Bagdad       | Bahreïn - Qatar | 1-1             | Coupe du Golfe des nations 1979 (en)                                  |
| 7  | 22 mars 1981      | Riyad        | Qatar - Bahreïn | 3-0             | Tours préliminaires à la Coupe du monde 1982 (Zone Asie - gr. 2)      |
| 8  | 31 mars 1982      | Abou Dabi    | Bahreïn - Qatar | 1-0             | Coupe du Golfe des nations 1982 (en)                                  |
| 9  | 22 mars 1984      | Mascate      | Bahreïn - Qatar | 1-1             | Coupe du Golfe des nations 1984 (en)                                  |
| 10 | 10 juillet 1985   | Taëf         | Bahreïn - Qatar | 1-1 (tab : 4-2) | Coupe arabe des nations 1985 (demi-finale)                            |
| 11 | 29 mars 1986      | Manama       | Bahreïn - Qatar | 0-0             | Coupe du Golfe des nations 1986 (en)                                  |
| 12 | 16 mars 1988      | Riyad        | Bahreïn - Qatar | 1-0             | Coupe du Golfe des nations 1988 (en)                                  |
| 13 | 23 février 1990   | Koweït       | Bahreïn - Qatar | 0-0             | Coupe du Golfe des nations 1990 (en)                                  |
| 14 | 30 novembre 1992  | Doha         | Qatar - Bahreïn | 1-0             | Coupe du Golfe des nations 1992 (en)                                  |
| 15 | 15 novembre 1994  | Abou Dabi    | Bahreïn - Qatar | 1-1             | Coupe du Golfe des nations 1994 (en)                                  |
| 16 | 25 octobre 1996   | Mascate      | Qatar - Bahreïn | 2-1             | Coupe du Golfe des nations 1996 (en)                                  |
| 17 | 8 novembre 1998   | Manama       | Bahreïn - Qatar | 0-0             | Coupe du Golfe des nations 1998 (en)                                  |
| 18 | 22 mars 2000      | Charjah      | Bahreïn - Qatar | 1-0             | Match amical                                                          |
| 19 | 10 août 2001      | Doha         | Qatar - Bahreïn | 1-1             | Match amical                                                          |
| 20 | 5 octobre 2001    | Manama       | Bahreïn - Qatar | 1-0             | Match amical                                                          |
| 21 | 17 janvier 2002   | Riyad        | Qatar - Bahreïn | 1-0             | Coupe du Golfe des nations 2002 (en)                                  |
| 22 | 27 décembre 2003  | Koweït       | Bahreïn - Qatar | 0-0             | Coupe du Golfe des nations 2003 (en)                                  |
| 23 | 13 février 2004   | Doha         | Qatar - Bahreïn | 2-0             | Match amical                                                          |
| 24 | 21 juillet 2004   | Pékin        | Bahreïn - Qatar | 1-1             | Coupe d'Asie des nations 2004 (gr. A)                                 |
| 25 | 24 janvier 2007   | Abou Dabi    | Bahreïn - Qatar | 2-1             | Coupe du Golfe des nations 2007 (en) (gr. A)                          |
| 26 | 4 mars 2008       | Doha         | Qatar - Bahreïn | 1-2             | Match amical                                                          |
| 27 | 10 septembre 2008 | Doha         | Qatar - Bahreïn | 1-1             | Éliminatoires de la Coupe du monde 2010, zone Asie, quatrième tour    |
| 28 | 1er avril 2009    | Manama       | Bahreïn - Qatar | 1-0             | Éliminatoires de la Coupe du monde 2010, zone Asie, quatrième tour    |
| 29 | 3 septembre 2010  | Doha         | Qatar - Bahreïn | 1-1             | Match amical                                                          |
| 30 | 2 septembre 2011  | Manama       | Bahreïn - Qatar | 0-0             | Éliminatoires de la Coupe du monde 2014 : zone Asie (3e tour - gr. E) |
| 31 | 15 novembre 2011  | Doha         | Qatar - Bahreïn | 0-0             | Éliminatoires de la Coupe du monde 2014 : zone Asie (3e tour - gr. E) |
| 32 | 10 décembre 2011  | Doha         | Qatar - Bahreïn | 2-2             | Jeux panarabes de 2011                                                |
| 33 | 11 janvier 2013   | Riffa        | Bahreïn - Qatar | 1-0             | Coupe du Golfe des nations 2013 (gr. A)                               |
| 34 | 22 mars 2013      | Riffa        | Bahreïn - Qatar | 1-0             | Éliminatoires de la Coupe d'Asie des nations 2015 (gr. D)             |
| 35 | 21 décembre 2013  | Al Rayyan    | Qatar - Bahreïn | 1-1             | Match amical                                                          |
| 36 | 5 mars 2014       | Doha         | Qatar - Bahreïn | 0-0             | Éliminatoires de la Coupe d'Asie des nations 2015 (gr. D)             |
| 37 | 19 novembre 2014  | Riyad        | Bahreïn - Qatar | 0-0             | Coupe du Golfe des nations 2014 (gr. A)                               |
| 38 | 19 janvier 2015   | Sydney       | Qatar - Bahreïn | 1-2             | Coupe d'Asie des nations 2015 (gr. C)                                 |
| 39 | 29 décembre 2017  | Koweït       | Qatar - Bahreïn | 1-1             | Coupe du Golfe des nations 2017-18 (en) (gr. B)                       |
| 40 | 30 novembre 2021  | Al-Khor      | Qatar - Bahreïn | 1-0             | Coupe arabe de la FIFA 2021 (gr. A)                                   |
| 41 | 10 janvier 2023   | Bassorah     | Qatar - Bahreïn |                 | Coupe du Golfe des nations 2023 (gr. B)                               |

#### Bilan
Au 25 novembre 2022 :
- Total de matchs disputés : 40
- Victoires du Qatar : 8
- Matchs nuls : 19
- Victoires de Bahreïn : 13
- Total de buts marqués par le Qatar : 33
- Total de buts marqués par Bahreïn : 37

### Bangladesh

#### Confrontations
Confrontations entre le Qatar et le Bangladesh en matchs officiels,.
|   | Date             | Lieu       | Match              | Score | Compétition                                                         |
| - | ---------------- | ---------- | ------------------ | ----- | ------------------------------------------------------------------- |
| 1 | mars 1979        | Dacca      | Bangladesh - Qatar | 0-4   | Tour préliminaire à la Coupe d'Asie des nations 1980 (gr. 2)        |
| 2 | mars 1979        | Dacca      | Bangladesh - Qatar | 1-1   | Tour préliminaire à la Coupe d'Asie des nations 1980 (gr. 2)        |
| 3 | 16 août 2006     | Chittagong | Bangladesh - Qatar | 1-4   | Tour préliminaire à la Coupe d'Asie des nations 2007 (gr. F)        |
| 4 | 6 septembre 2006 | Doha       | Qatar - Bangladesh | 3-0   | Tour préliminaire à la Coupe d'Asie des nations 2007 (gr. F)        |
| 5 | 10 octobre 2019  | Dacca      | Bangladesh - Qatar | 0-2   | Éliminatoires de la Coupe d'Asie des nations 2023 (2e tour - gr. E) |
| 6 | 4 décembre 2020  | Doha       | Qatar - Bangladesh | 5-0   | Éliminatoires de la Coupe d'Asie des nations 2023 (2e tour - gr. E) |

#### Bilan
Au 28 novembre 2022 :
- Total de matchs disputés : 6
- Victoires du Qatar : 5
- Victoires du Bangladesh : 0
- Matchs nuls : 1
- Total de buts marqués par le Qatar : 19
- Total de buts marqués par le Bangladesh : 2

### Belgique

#### Confrontations
Confrontations entre le Qatar et la Belgique en matchs officiels.
|   | Date             | Lieu  | Match            | Score | Compétition  |
| - | ---------------- | ----- | ---------------- | ----- | ------------ |
| 1 | 17 novembre 2009 | Sedan | Belgique - Qatar | 2-0   | Match amical |

#### Bilan
Au 28 novembre 2022 :
- Total de matchs disputés : 1
- Victoires du Qatar : 0
- Victoires de la Belgique : 1
- Matchs nuls : 0
- Total de buts marqués par le Qatar : 0
- Total de buts marqués par la Belgique : 2

### Bhoutan

#### Confrontations
Confrontations entre le Qatar et le Bhoutan :
|   | Date             | Lieu     | Match           | Score | Compétition                                                   |
| - | ---------------- | -------- | --------------- | ----- | ------------------------------------------------------------- |
| 1 | 3 septembre 2015 | Doha     | Qatar - Bhoutan | 15-0  | Éliminatoires de la Coupe d'Asie des nations de football 2019 |
| 2 | 17 novembre 2015 | Thimphou | Bhoutan - Qatar | 0-3   | Éliminatoires de la Coupe d'Asie des nations de football 2019 |

#### Bilan
Au 31 mars 2019 :
- Total de matchs disputés : 2
- Victoires du Qatar : 2
- Matchs nuls : 0
- Victoires du Bhoutan : 0
- Total de buts marqués par le Qatar : 18
- Total de buts marqués par le Bhoutan : 0

### Birmanie

#### Confrontations
Confrontations entre le Qatar et la Birmanie en matchs officiels.
|   | Date           | Lieu      | Match            | Score | Compétition                     |
| - | -------------- | --------- | ---------------- | ----- | ------------------------------- |
| 1 | 3 octobre 1994 | Hiroshima | Birmanie - Qatar | 2-2   | Jeux asiatiques de 1994 (gr. D) |

#### Bilan
Au 28 novembre 2022 :
- Total de matchs disputés : 1
- Victoires du Qatar : 0
- Victoires de la Birmanie : 0
- Matchs nuls : 1
- Total de buts marqués par le Qatar : 2
- Total de buts marqués par la Birmanie : 2

### Bosnie-Herzégovine

#### Confrontations
Confrontations entre le Qatar et la Bosnie-Herzégovine en matchs officiels.
|   | Date            | Lieu     | Match                      | Score | Compétition  |
| - | --------------- | -------- | -------------------------- | ----- | ------------ |
| 1 | 23 janvier 2000 | Doha     | Qatar - Bosnie-Herzégovine | 2-0   | Match amical |
| 2 | 18 août 2010    | Sarajevo | Bosnie-Herzégovine - Qatar | 1-1   | Match amical |

#### Bilan
Au 28 novembre 2022 :
- Total de matchs disputés : 2
- Victoires du Qatar : 1
- Victoires de la Bosnie-Herzégovine : 0
- Matchs nuls : 1
- Total de buts marqués par le Qatar : 3
- Total de buts marqués par la Bosnie-Herzégovine : 1

### Brésil

#### Confrontations
Confrontations entre le Brésil et le Qatar en matchs officiels :
|   | Date        | Lieu     | Match          | Score | Compétition  |
| - | ----------- | -------- | -------------- | ----- | ------------ |
| 1 | 5 juin 2019 | Brasilia | Brésil - Qatar | 2-0   | Match amical |

#### Bilan
Au 14 juin 2019 :
- Total de matchs disputés : 1
- Victoires du Brésil : 1
- Matchs nuls : 0
- Victoires du Qatar : 0
- Total de buts marqués par le Brésil : 2
- Total de buts marqués par le Qatar : 0

### Bulgarie

#### Confrontations
Confrontations entre le Qatar et la Bulgarie en matchs officiels.
|   | Date            | Lieu | Match            | Score | Compétition  |
| - | --------------- | ---- | ---------------- | ----- | ------------ |
| 1 | 21 janvier 1988 | Doha | Qatar - Bulgarie | 2-3   | Match amical |
| 2 | 26 mars 2022    | Doha | Qatar - Bulgarie | 2-1   | Match amical |

#### Bilan
Au 2 décembre 2022 :
- Total de matchs disputés : 2
- Victoires du Qatar : 1
- Victoires de la Bulgarie : 1
- Matchs nuls : 0
- Total de buts marqués par le Qatar : 4
- Total de buts marqués par la Bulgarie : 4

### Burkina Faso

#### Confrontations
Confrontations entre le Qatar et le Burkina Faso en matchs officiels.
|   | Date            | Lieu | Match                | Score | Compétition  |
| - | --------------- | ---- | -------------------- | ----- | ------------ |
| 1 | 17 octobre 1998 | Doha | Qatar - Burkina Faso | 2-2   | Match amical |

#### Bilan
Au 2 décembre 2022 :
- Total de matchs disputés : 1
- Victoires du Qatar : 0
- Victoires du Burkina Faso : 0
- Matchs nuls : 1
- Total de buts marqués par le Qatar : 2
- Total de buts marqués par le Burkina Faso : 2

## C

### Canada

#### Confrontations
Confrontations entre le Qatar et le Canada en matchs officiels.
|   | Date              | Lieu   | Match          | Score | Compétition  |
| - | ----------------- | ------ | -------------- | ----- | ------------ |
| 1 | 23 septembre 2022 | Vienne | Qatar - Canada | 0-2   | Match amical |

#### Bilan
Au 2 décembre 2022 :
- Total de matchs disputés : 1
- Victoires du Qatar : 0
- Victoires du Canada : 1
- Matchs nuls : 0
- Total de buts marqués par le Qatar : 0
- Total de buts marqués par le Canada : 2

### Chili

#### Confrontations
Confrontations entre le Qatar et le Chili en matchs officiels.
|   | Date              | Lieu   | Match         | Score | Compétition  |
| - | ----------------- | ------ | ------------- | ----- | ------------ |
| 1 | 27 septembre 2022 | Vienne | Qatar - Chili | 2-2   | Match amical |

#### Bilan
Au 2 décembre 2022 :
- Total de matchs disputés : 1
- Victoires du Qatar : 0
- Victoires du Chili : 0
- Matchs nuls : 1
- Total de buts marqués par le Qatar : 2
- Total de buts marqués par le Chili : 2

### Chine

#### Confrontations
Confrontations entre le Qatar et la Chine en matchs officiels.
|    | Date              | Lieu      | Match         | Score | Compétition                                                                |
| -- | ----------------- | --------- | ------------- | ----- | -------------------------------------------------------------------------- |
| 1  | 9 décembre 1978   | Bangkok   | Chine - Qatar | 3-0   | Jeux asiatiques de 1978                                                    |
| 2  | 19 septembre 1984 | Guangzhou | Chine - Qatar | 1-0   | Tour préliminaire à la Coupe d'Asie des nations 1984 (gr. 4)               |
| 3  | 28 octobre 1989   | Singapour | Qatar - Chine | 2-1   | Tours préliminaires à la Coupe du monde 1990 (Zone Asie - tour final)      |
| 4  | 2 novembre 1992   | Onomichi  | Chine - Qatar | 2-1   | Coupe d'Asie des nations 1992 (gr. 2)                                      |
| 5  | 26 septembre 1997 | Doha      | Qatar - Chine | 1-1   | Tours préliminaires à la Coupe du monde 1998 (Zone Asie - 2e tour)         |
| 6  | 31 octobre 1997   | Dalian    | Chine - Qatar | 2-3   | Tours préliminaires à la Coupe du monde 1998 (Zone Asie - 2e tour)         |
| 7  | 23 octobre 2000   | Sidon     | Chine - Qatar | 3-1   | Coupe d'Asie des nations 2000 (quart de finale)                            |
| 8  | 10 février 2001   | Bangkok   | Chine - Qatar | 1-1   | King's Cup 2001                                                            |
| 9  | 7 septembre 2001  | Doha      | Qatar - Chine | 1-1   | Tour préliminaire à la Coupe du monde 2002 (zone Asie, 2e tour)            |
| 10 | 13 octobre 2001   | Shenyang  | Chine - Qatar | 3-0   | Tour préliminaire à la Coupe du monde 2002 (zone Asie, 2e tour)            |
| 11 | 25 juillet 2004   | Pékin     | Chine - Qatar | 1-0   | Coupe d'Asie des nations 2004 (gr. A)                                      |
| 12 | 2 juin 2008       | Doha      | Qatar - Chine | 0-0   | Éliminatoires de la Coupe du monde 2010, zone Asie, troisième tour (gr. 1) |
| 13 | 7 juin 2008       | Tianjin   | Chine - Qatar | 0-1   | Éliminatoires de la Coupe du monde 2010, zone Asie, troisième tour (gr. 1) |
| 14 | 12 janvier 2011   | Doha      | Chine - Qatar | 0-2   | Coupe d'Asie des nations 2011 (gr. A)                                      |
| 15 | 8 octobre 2015    | Doha      | Qatar - Chine | 1-0   | Éliminatoires de la Coupe d'Asie des nations 2019 (2e tour)                |
| 16 | 29 mars 2016      | Xi'an     | Chine - Qatar | 2-0   | Éliminatoires de la Coupe d'Asie des nations 2019 (2e tour)                |
| 17 | 15 novembre 2016  | Kunming   | Chine - Qatar | 0-0   | Éliminatoires de la Coupe du monde 2018, zone Asie, troisième tour (gr. A) |
| 18 | 5 septembre 2017  | Doha      | Qatar - Chine | 1-2   | Éliminatoires de la Coupe du monde 2018, zone Asie, troisième tour (gr. A) |
| 19 | 7 septembre 2018  | Doha      | Qatar - Chine | 1-0   | Match amical                                                               |

#### Bilan
Au 2 décembre 2022 :
- Total de matchs disputés : 19
- Victoires du Qatar : 6
- Victoires de la Chine : 8
- Matchs nuls : 5
- Total de buts marqués par le Qatar : 16
- Total de buts marqués par la Chine : 23

### Colombie

#### Confrontations
Confrontations entre le Qatar et la Colombie en matchs officiels.
|   | Date         | Lieu      | Match            | Score | Compétition               |
| - | ------------ | --------- | ---------------- | ----- | ------------------------- |
| 1 | 19 juin 2019 | São Paulo | Colombie - Qatar | 1-0   | Copa América 2019 (gr. B) |

#### Bilan
Au 22 juin 2019 :
- Total de matchs disputés : 1
- Victoires de la Colombie : 1
- Matchs nuls : 0
- Victoires du Qatar : 0
- Total de buts marqués par la Colombie : 1
- Total de buts marqués par le Qatar : 0

### Corée du Nord
| Date             | Lieu      | Match                 | Score | Compétition                                                     |
| ---------------- | --------- | --------------------- | ----- | --------------------------------------------------------------- |
| 20 octobre 1989  | Singapour | Corée du Nord - Qatar | 2 - 0 | Qualifications pour la Coupe du Monde 1990 (tour final)         |
| 18 avril 1993    | Doha      | Qatar - Corée du Nord | 1 - 2 | Qualifications pour la Coupe du Monde 1994 (1er tour, groupe C) |
| 2 mai 1993       | Singapour | Corée du Nord - Qatar | 2 - 2 | Qualifications pour la Coupe du Monde 1994 (1er tour, groupe C) |
| 10 février 2002  | Bangkok   | Qatar - Corée du Nord | 1 - 1 | King's Cup 2002                                                 |
| 20 février 2003  | Bangkok   | Qatar - Corée du Nord | 2 - 2 | King's Cup 2003                                                 |
| 24 août 2008     | Doha      | Qatar - Corée du Nord | 2 - 1 | Match amical                                                    |
| 30 décembre 2009 | Doha      | Qatar - Corée du Nord | 0 - 1 | Match amical                                                    |
| 31 décembre 2010 | Doha      | Qatar - Corée du Nord | 0 - 1 | Match amical                                                    |
| 11 juin 2013     | Doha      | Qatar - Corée du Nord | 0 - 0 | Match amical                                                    |
| 6 novembre 2014  | Doha      | Qatar - Corée du Nord | 3 - 1 | Match amical                                                    |
| 6 juin 2017      | Doha      | Qatar - Corée du Nord | 2 - 2 | Match amical                                                    |
| 13 janvier 2019  | Al-Aïn    | Corée du Nord - Qatar | 0-6   | Coupe d'Asie des Nations 2019 (gr. E)                           |

#### Bilan
Au 2 décembre 2022 :
- Total de matchs disputés : 12
- Victoires du équipe du Qatar : 3
- Victoires de l'équipe de Corée du Nord : 4
- Matchs nuls : 5

### Corée du Sud

#### Confrontations
Confrontations entre le Qatar et la Corée du Sud en matchs officiels.
|    | Date              | Lieu             | Match                | Score | Compétition                                                                |
| -- | ----------------- | ---------------- | -------------------- | ----- | -------------------------------------------------------------------------- |
| 1  | 19 septembre 1980 | Koweït           | Corée du Sud - Qatar | 2-0   | Coupe d'Asie des nations 1980 (gr. 2)                                      |
| 2  | 19 septembre 1984 | Singapour        | Qatar - Corée du Sud | 1-0   | Coupe d'Asie des nations 1984 (gr. 1)                                      |
| 3  | 9 décembre 1988   | Doha             | Qatar - Corée du Sud | 2-3   | Coupe d'Asie des nations 1988 (gr. 1)                                      |
| 4  | 13 octobre 1989   | Singapour        | Corée du Sud - Qatar | 0-0   | Tours préliminaires à la Coupe du monde 1990 (Zone Asie - tour final)      |
| 5  | 14 novembre 2008  | Doha             | Qatar - Corée du Sud | 1-1   | Match amical                                                               |
| 6  | 8 juin 2012       | Doha             | Qatar - Corée du Sud | 1-4   | Éliminatoires de la Coupe du monde 2014 : zone Asie (4e tour - gr. A)      |
| 7  | 26 mars 2013      | Séoul            | Corée du Sud - Qatar | 2-1   | Éliminatoires de la Coupe du monde 2014 : zone Asie (4e tour - gr. A)      |
| 8  | 6 octobre 2016    | Suwon            | Corée du Sud - Qatar | 3-2   | Éliminatoires de la Coupe du monde 2018, zone Asie, troisième tour (gr. A) |
| 9  | 13 juin 2017      | Doha             | Qatar - Corée du Sud | 3-2   | Éliminatoires de la Coupe du monde 2018, zone Asie, troisième tour (gr. A) |
| 10 | 25 janvier 2019   | Abou Dabi        | Corée du Sud - Qatar | 0-1   | Coupe d'Asie des Nations 2019 (quart de finale)                            |
| 11 | 17 novembre 2020  | Maria Enzersdorf | Qatar - Corée du Sud | 1-2   | Match amical                                                               |

#### Bilan
Au 2 décembre 2022 :
- Total de matchs disputés : 11
- Victoires du Qatar : 3
- Victoires de la Corée du Sud : 6
- Matchs nuls : 2
- Total de buts marqués par le Qatar : 13
- Total de buts marqués par la Corée du Sud : 19

### Costa Rica

#### Confrontations
Confrontations entre le Qatar et le Costa Rica en matchs officiels.
|   | Date             | Lieu     | Match              | Score | Compétition  |
| - | ---------------- | -------- | ------------------ | ----- | ------------ |
| 1 | 13 novembre 2020 | Hartberg | Qatar - Costa Rica | 1-1   | Match amical |

#### Bilan
Au 3 décembre 2022 :
- Total de matchs disputés : 1
- Victoires du Qatar : 0
- Victoires du Costa Rica : 0
- Matchs nuls : 1
- Total de buts marqués par le Qatar : 1
- Total de buts marqués par le Costa Rica : 1

### Côte d'Ivoire

#### Confrontations
Confrontations entre le Qatar et la Côte d'Ivoire en matchs officiels.
|   | Date         | Lieu | Match                 | Score | Compétition  |
| - | ------------ | ---- | --------------------- | ----- | ------------ |
| 1 | 19 juin 2019 | Doha | Qatar - Côte d'Ivoire | 1-6   | Match amical |

#### Bilan
Au 3 décembre 2022 :
- Total de matchs disputés : 1
- Victoires de la Côte d'Ivoire : 1
- Matchs nuls : 0
- Victoires du Qatar : 0
- Total de buts marqués par la Côte d'Ivoire : 6
- Total de buts marqués par le Qatar : 1

### Croatie

#### Confrontations
Confrontations entre le Qatar et la Croatie en matchs officiels.
|   | Date           | Lieu   | Match           | Score | Compétition  |
| - | -------------- | ------ | --------------- | ----- | ------------ |
| 1 | 8 octobre 2009 | Rijeka | Croatie - Qatar | 3-2   | Match amical |

#### Bilan
Au 3 décembre 2022 :
- Total de matchs disputés : 1
- Victoires de la Croatie : 1
- Matchs nuls : 0
- Victoires du Qatar : 0
- Total de buts marqués par la Croatie : 3
- Total de buts marqués par le Qatar : 2

### Curaçao

#### Confrontations
Confrontations entre le Qatar et Curaçao en matchs officiels.
|   | Date            | Lieu | Match           | Score | Compétition  |
| - | --------------- | ---- | --------------- | ----- | ------------ |
| 1 | 10 octobre 2017 | Doha | Qatar - Curaçao | 1-2   | Match amical |

#### Bilan
Au 2 décembre 2022 :
- Total de matchs disputés : 1
- Victoires du Qatar : 0
- Victoires de Curaçao : 1
- Matchs nuls : 0
- Total de buts marqués par le Qatar : 1
- Total de buts marqués par Curaçao : 2

## E

### Écosse

#### Confrontations
Confrontations entre le Qatar et l'Écosse :
|   | Date        | Lieu      | Match          | Score | Compétition  |
| - | ----------- | --------- | -------------- | ----- | ------------ |
| 1 | 5 juin 2015 | Édimbourg | Écosse - Qatar | 1-0   | Match amical |

#### Bilan
Au 4 décembre 2022 :
- Total de matchs disputés : 1
- Victoires du Qatar : 0
- Matchs nuls : 0
- Victoires de l'Écosse : 1
- Total de buts marqués par le Qatar : 0
- Total de buts marqués par l'Écosse : 1

### Égypte

#### Confrontations
Confrontations entre le Qatar et l'Égypte, :
|    | Date             | Lieu      | Match          | Score           | Compétition                               |
| -- | ---------------- | --------- | -------------- | --------------- | ----------------------------------------- |
| 1  | 21 juillet 1989  | Le Caire  | Égypte - Qatar | 3-3             | Match amical                              |
| 2  | 3 novembre 1989  | Doha      | Qatar - Égypte | 0-2             | Match amical                              |
| 3  | 2 octobre 2000   | Doha      | Qatar - Égypte | 0-1             | Match amical                              |
| 4  | 30 décembre 2001 | Doha      | Qatar - Égypte | 2-2             | Match amical                              |
| 5  | 19 mars 2003     | Port-Saïd | Égypte - Qatar | 6-0             | Match amical                              |
| 6  | 29 juillet 2005  | Genève    | Égypte - Qatar | 5-0             | Match amical                              |
| 7  | 16 décembre 2010 | Doha      | Qatar - Égypte | 2-1             | Match amical                              |
| 8  | 28 décembre 2012 | Doha      | Qatar - Égypte | 0-2             | Match amical                              |
| 9  | 7 mars 2013      | Doha      | Qatar - Égypte | 3-1             | Match amical                              |
| 10 | 18 décembre 2021 | Doha      | Qatar - Égypte | 1-1 (tab : 5-4) | Coupe Arabe 2021 (match pour la 3e place) |

#### Bilan
Au 4 décembre 2022 :
- Total de matchs disputés : 10
- Victoires du Qatar : 2
- Matchs nuls : 3
- Victoires de l'Égypte : 5
- Total de buts marqués par le Qatar : 10
- Total de buts marqués par l'Égypte : 23

### Émirats arabes unis

#### Confrontations
Confrontations entre le Qatar et les Émirats arabes unis :
|    | Date              | Lieu              | Match                       | Score           | Compétition                                                          |
| -- | ----------------- | ----------------- | --------------------------- | --------------- | -------------------------------------------------------------------- |
| 1  | 17 mars 1972      | Riyad             | Émirats arabes unis - Qatar | 1-0             | Coupe du Golfe des nations 1972 (en)                                 |
| 2  | 28 mars 1974      | Koweït            | Qatar - Émirats arabes unis | 1-1 (tab : 4-1) | Coupe du Golfe des nations 1974 (en) (match pour la 3e place)        |
| 3  | 1er avril 1976    | Doha              | Qatar - Émirats arabes unis | 3-1             | Coupe du Golfe des nations 1976 (en)                                 |
| 4  | 29 mars 1979      | Bagdad            | Qatar - Émirats arabes unis | 1-0             | Coupe du Golfe des nations 1979 (en)                                 |
| 5  | 17 septembre 1980 | Koweït            | Qatar - Émirats arabes unis | 2-1             | Coupe d'Asie des nations 1980 (gr. 2)                                |
| 6  | 19 mars 1982      |                   | Émirats arabes unis - Qatar | 1-0             | Coupe du Golfe des nations 1982 (en)                                 |
| 7  | 12 mars 1984      | Mascate           | Émirats arabes unis - Qatar | 1-0             | Coupe du Golfe des nations 1984 (en)                                 |
| 8  | 7 avril 1986      | Manama            | Qatar - Émirats arabes unis | 3-2             | Coupe du Golfe des nations 1986 (en)                                 |
| 9  | 8 mars 1988       | Riyad             | Qatar - Émirats arabes unis | 2-1             | Coupe du Golfe des nations 1988 (en)                                 |
| 10 | 5 décembre 1988   | Doha              | Qatar - Émirats arabes unis | 2-1             | Coupe d'Asie des nations 1988 (gr. 1)                                |
| 11 | 24 octobre 1989   | Singapour         | Émirats arabes unis - Qatar | 1-1             | Tours préliminaires à la Coupe du monde 1990 (zone Asie, tour final) |
| 12 | 27 février 1990   | Koweït            | Qatar - Émirats arabes unis | 0-0             | Coupe du Golfe des nations 1990 (en)                                 |
| 13 | 6 décembre 1992   | Doha              | Qatar - Émirats arabes unis | 1-0             | Coupe du Golfe des nations 1992 (en)                                 |
| 14 | 9 octobre 1994    | Hiroshima         | Émirats arabes unis - Qatar | 2-2             | Jeux asiatiques de 1994 (gr. D)                                      |
| 15 | 3 novembre 1994   | Abou Dabi         | Émirats arabes unis - Qatar | 2-0             | Coupe du Golfe des nations 1994 (en)                                 |
| 16 | 16 octobre 1996   | Mascate           | Émirats arabes unis - Qatar | 0-1             | Coupe du Golfe des nations 1996 (en)                                 |
| 17 | 29 septembre 1998 | Doha              | Qatar - Émirats arabes unis | 2-1             | Coupe arabe des nations 1998 (demi-finale)                           |
| 18 | 5 novembre 1998   | Manama            | Qatar - Émirats arabes unis | 0-0             | Coupe du Golfe des nations 1998 (en)                                 |
| 19 | 31 août 2001      | Abou Dabi         | Émirats arabes unis - Qatar | 0-2             | Tour préliminaire à la Coupe du monde 2002 (zone Asie, 2e tour)      |
| 20 | 4 octobre 2001    | Doha              | Qatar - Émirats arabes unis | 1-2             | Tour préliminaire à la Coupe du monde 2002 (zone Asie, 2e tour)      |
| 21 | 20 janvier 2002   | Riyad             | Émirats arabes unis - Qatar | 0-2             | Coupe du Golfe des nations 2002 (en)                                 |
| 22 | 3 janvier 2004    | Koweït            | Émirats arabes unis - Qatar | 0-0             | Coupe du Golfe des nations 2003 (en)                                 |
| 23 | 10 décembre 2004  | Doha              | Qatar - Émirats arabes unis | 2-2             | Coupe du Golfe des nations 2004 (en) (gr. A)                         |
| 24 | 16 juillet 2007   | Hô-Chi-Minh-Ville | Qatar - Émirats arabes unis | 1-2             | Coupe d'Asie des nations 2007 (gr. B)                                |
| 25 | 8 janvier 2009    | Mascate           | Qatar - Émirats arabes unis | 0-0             | Coupe du Golfe des nations 2009 (gr. B)                              |
| 26 | 25 août 2011      | Al-Aïn            | Émirats arabes unis - Qatar | 3-1             | Match amical                                                         |
| 27 | 5 janvier 2013    | Madinat 'Isa      | Émirats arabes unis - Qatar | 3-1             | Coupe du Golfe des nations 2013 (gr. A)                              |
| 28 | 11 janvier 2015   | Canberra          | Émirats arabes unis - Qatar | 4-1             | Coupe d'Asie des Nations 2015 (gr. C)                                |
| 29 | 29 janvier 2019   | Abou Dabi         | Émirats arabes unis - Qatar | 0-4             | Coupe d'Asie des Nations 2019 (demi-finale)                          |
| 30 | 2 décembre 2019   | Doha              | Qatar - Émirats arabes unis | 4-2             | Coupe du Golfe des nations 2019 (en) (gr. A)                         |
| 31 | 10 décembre 2021  | Al Khor           | Qatar - Émirats arabes unis | 5-0             | Coupe Arabe 2021                                                     |
| 32 | 13 janvier 2023   | Bassorah          | Qatar - Émirats arabes unis |                 | Coupe du Golfe des nations 2023 (gr. B)                              |

#### Bilan
- Total de matchs disputés : 31
- Victoires du Qatar : 14
- Matchs nuls : 8
- Victoires des Émirats arabes unis : 9
- Total de buts marqués par le Qatar : 45
- Total de buts marqués par les Émirats arabes unis : 34

### Équateur

#### Confrontations
Confrontations entre le Qatar et l'Équateur :
|   | Date             | Lieu      | Match            | Score | Compétition                 |
| - | ---------------- | --------- | ---------------- | ----- | --------------------------- |
| 1 | 18 février 1996  | Doha      | Qatar - Équateur | 1-1   | Match amical                |
| 2 | 25 février 1996  | Doha      | Qatar - Équateur | 1-2   | Match amical                |
| 3 | 12 décembre 2018 | Al Rayyan | Qatar - Équateur | 4-3   | Match amical                |
| 4 | 20 novembre 2022 | Al Khor   | Qatar - Équateur | 0-2   | Coupe du monde 2022 (gr. A) |

#### Bilan
Au 25 novembre 2022 :
- Total de matchs disputés : 4
- Victoires du Qatar : 1
- Matchs nuls : 1
- Victoires de l'Équateur : 2
- Total de buts marqués par le Qatar : 6
- Total de buts marqués par l'Équateur : 8

### Estonie

#### Confrontations
Confrontations entre le Qatar et l'Estonie :
|   | Date             | Lieu | Match           | Score | Compétition  |
| - | ---------------- | ---- | --------------- | ----- | ------------ |
| 1 | 22 décembre 2010 | Doha | Qatar - Estonie | 2-0   | Match amical |
| 2 | 27 décembre 2014 | Doha | Qatar - Estonie | 3-0   | Match amical |

#### Bilan
Au 4 décembre 2022 :
- Total de matchs disputés : 2
- Victoires du Qatar : 2
- Matchs nuls : 0
- Victoires de l'Estonie : 0
- Total de buts marqués par le Qatar : 5
- Total de buts marqués par l'Estonie : 0

### États-Unis

#### Confrontations
Confrontations entre le Qatar et les États-Unis en matchs officiels.
|   | Date            | Lieu   | Match              | Score | Compétition                 |
| - | --------------- | ------ | ------------------ | ----- | --------------------------- |
| 1 | 29 juillet 2021 | Austin | Qatar - États-Unis | 0-1   | Gold Cup 2021 (demi-finale) |

#### Bilan
Au 4 décembre 2022 :
- Total de matchs disputés : 1
- Victoires du Qatar : 0
- Victoires des États-Unis : 1
- Matchs nuls : 0
- Total de buts marqués par le Qatar : 0
- Total de buts marqués par les États-Unis : 1

## F

### Finlande

#### Confrontations
Confrontations entre le Qatar et la Finlande :
|   | Date             | Lieu | Match            | Score | Compétition  |
| - | ---------------- | ---- | ---------------- | ----- | ------------ |
| 1 | 22 novembre 1984 | Doha | Qatar - Finlande | 2-2   | Match amical |
| 2 | 24 novembre 1984 | Doha | Qatar - Finlande | 1-1   | Match amical |
| 3 | 25 janvier 1994  | Doha | Qatar - Finlande | 1-0   | Match amical |
| 4 | 27 janvier 1994  | Doha | Qatar - Finlande | 0-0   | Match amical |

#### Bilan
Au 4 décembre 2022 :
- Total de matchs disputés : 4
- Victoires du Qatar : 1
- Matchs nuls : 3
- Victoires de la Finlande : 0
- Total de buts marqués par le Qatar : 4
- Total de buts marqués par la Finlande : 3

## G

### Géorgie

#### Confrontations
Confrontations entre le Qatar et la Géorgie :
|   | Date             | Lieu | Match           | Score | Compétition  |
| - | ---------------- | ---- | --------------- | ----- | ------------ |
| 1 | 16 novembre 2007 | Doha | Qatar - Géorgie | 1-2   | Match amical |

#### Bilan
Au 4 décembre 2022 :
- Total de matchs disputés : 1
- Victoires du Qatar : 0
- Matchs nuls : 0
- Victoires de la Géorgie : 1
- Total de buts marqués par le Qatar : 1
- Total de buts marqués par la Géorgie : 2

### Ghana

#### Confrontations
Confrontations entre le Qatar et le Ghana, :
|   | Date            | Lieu    | Match         | Score | Compétition  |
| - | --------------- | ------- | ------------- | ----- | ------------ |
| 1 | 12 octobre 2020 | Antalya | Ghana - Qatar | 5-1   | Match amical |

#### Bilan
Au 4 décembre 2022 :
- Total de matchs disputés : 1
- Victoires du Qatar : 0
- Matchs nuls : 0
- Victoires du Ghana : 1
- Total de buts marqués par le Qatar : 1
- Total de buts marqués par le Ghana : 5

### Grèce

#### Confrontations
Confrontations entre le Qatar et la Grèce :
|   | Date            | Lieu | Match         | Score | Compétition  |
| - | --------------- | ---- | ------------- | ----- | ------------ |
| 1 | 17 janvier 1986 | Doha | Qatar - Grèce | 0-1   | Match amical |

#### Bilan
Au 4 décembre 2022 :
- Total de matchs disputés : 1
- Victoires du Qatar : 0
- Matchs nuls : 0
- Victoires de la Grèce : 1
- Total de buts marqués par le Qatar : 0
- Total de buts marqués par la Grèce : 1

### Grenade

#### Confrontations
Confrontations entre le Qatar et la Grenade :
|   | Date            | Lieu    | Match           | Score | Compétition           |
| - | --------------- | ------- | --------------- | ----- | --------------------- |
| 1 | 17 juillet 2021 | Houston | Grenade - Qatar | 0-4   | Gold Cup 2021 (gr. D) |

#### Bilan
Au 4 décembre 2022 :
- Total de matchs disputés : 1
- Victoires du Qatar : 1
- Matchs nuls : 0
- Victoires de la Grenade : 0
- Total de buts marqués par le Qatar : 4
- Total de buts marqués par la Grenade : 0

### Guatemala

#### Confrontations
Confrontations entre le Qatar et le Guatemala :
|   | Date            | Lieu   | Match             | Score | Compétition  |
| - | --------------- | ------ | ----------------- | ----- | ------------ |
| 1 | 23 octobre 2022 | Malaga | Qatar - Guatemala | 2-0   | Match amical |

#### Bilan
Au 4 décembre 2022 :
- Total de matchs disputés : 1
- Victoires du Qatar : 1
- Matchs nuls : 0
- Victoires du Guatemala : 0
- Total de buts marqués par le Qatar : 2
- Total de buts marqués par le Guatemala : 0

## H

### Haïti

#### Confrontations
Confrontations entre le Qatar et Haïti :
|   | Date             | Lieu | Match         | Score | Compétition  |
| - | ---------------- | ---- | ------------- | ----- | ------------ |
| 1 | 18 novembre 2010 | Doha | Qatar - Haïti | 0-1   | Match amical |

#### Bilan
Au 4 décembre 2022 :
- Total de matchs disputés : 1
- Victoires du Qatar : 0
- Victoires d'Haïti : 1
- Matchs nuls : 0
- Total de buts marqués par le Qatar : 0
- Total de buts marqués par Haïti : 1

### Honduras

#### Confrontations
Confrontations entre le Qatar et le Honduras :
|   | Date            | Lieu     | Match            | Score | Compétition           |
| - | --------------- | -------- | ---------------- | ----- | --------------------- |
| 1 | 20 juillet 2021 | Houston  | Honduras - Qatar | 0-2   | Gold Cup 2021 (gr. D) |
| 2 | 27 octobre 2022 | Marbella | Qatar - Honduras | 1-0   | Match amical          |

#### Bilan
Au 4 décembre 2022 :
- Total de matchs disputés : 2
- Victoires du Qatar : 2
- Matchs nuls : 0
- Victoires du Honduras : 0
- Total de buts marqués par le Qatar : 3
- Total de buts marqués par le Honduras : 0

### Hong Kong

#### Confrontations
Confrontations entre le Qatar et Hong Kong :
|   | Date              | Lieu      | Match             | Score | Compétition                                                      |
| - | ----------------- | --------- | ----------------- | ----- | ---------------------------------------------------------------- |
| 1 | 16 septembre 1984 | Guangzhou | Qatar - Hong Kong | 1-0   | Tour préliminaire à la Coupe d'Asie des nations 1984 (gr. 4)     |
| 2 | 11 mars 2001      | Hong Kong | Hong Kong - Qatar | 0-2   | Tour préliminaire à la Coupe du monde 2002 (zone Asie, 1er tour) |
| 3 | 25 mars 2001      | Doha      | Qatar - Hong Kong | 3-0   | Tour préliminaire à la Coupe du monde 2002 (zone Asie, 1er tour) |
| 4 | 22 février 2006   | Hong Kong | Hong Kong - Qatar | 0-3   | Tour préliminaire à la Coupe d'Asie des nations 2007 (gr. F)     |
| 5 | 11 octobre 2006   | Doha      | Qatar - Hong Kong | 2-0   | Tour préliminaire à la Coupe d'Asie des nations 2007 (gr. F)     |
| 6 | 8 septembre 2015  | Hong Kong | Hong Kong - Qatar | 2-3   | Éliminatoires de la Coupe d'Asie des nations 2019 (2e tour)      |
| 7 | 24 mars 2016      | Doha      | Qatar - Hong Kong | 2-0   | Éliminatoires de la Coupe d'Asie des nations 2019 (2e tour)      |

#### Bilan
Au 4 décembre 2022 :
- Total de matchs disputés : 7
- Victoires du Qatar : 7
- Victoires de Hong Kong : 0
- Matchs nuls : 0
- Total de buts marqués par le Qatar : 16
- Total de buts marqués par Hong Kong : 2

### Hongrie

#### Confrontations
Confrontations entre le Qatar et la Hongrie :
|   | Date            | Lieu | Match           | Score | Compétition  |
| - | --------------- | ---- | --------------- | ----- | ------------ |
| 1 | 2 février 1986  | Doha | Qatar - Hongrie | 0-3   | Match amical |
| 2 | 11 octobre 1992 | Doha | Qatar - Hongrie | 1-4   | Match amical |
| 3 | 13 octobre 1992 | Doha | Qatar - Hongrie | 1-1   | Match amical |

#### Bilan
Au 4 décembre 2022 :
- Total de matchs disputés : 3
- Victoires du Qatar : 0
- Matchs nuls : 1
- Victoires de la Hongrie : 2
- Total de buts marqués par le Qatar : 2
- Total de buts marqués par la Hongrie : 8

## I

### Inde

#### Confrontations
Confrontations entre le Qatar et l'Inde :
|   | Date              | Lieu | Match        | Score | Compétition                                                         |
| - | ----------------- | ---- | ------------ | ----- | ------------------------------------------------------------------- |
| 1 | 27 septembre 1996 | Doha | Qatar - Inde | 6-0   | Tours préliminaires à la Coupe du monde 1998 (Zone Asie - 1er tour) |
| 2 | 17 juillet 2011   | Doha | Qatar - Inde | 1-2   | Match amical                                                        |
| 3 | 10 septembre 2019 | Doha | Qatar - Inde | 0-0   | Éliminatoires de la Coupe d'Asie des nations 2023 (2e tour - gr. E) |
| 4 | 3 juin 2021       | Doha | Inde - Qatar | 0-1   | Éliminatoires de la Coupe d'Asie des nations 2023 (2e tour - gr. E) |

#### Bilan
Au 4 décembre 2022 :
- Total de matchs disputés : 4
- Victoires de l'Inde : 1
- Matchs nuls : 1
- Victoires du Qatar : 2
- Total de buts marqués par l'Inde : 2
- Total de buts marqués par le Qatar : 8

### Indonésie

#### Confrontations
Confrontations entre le Qatar et l'Indonésie, :
|    | Date              | Lieu      | Match             | Score | Compétition                                                                 |
| -- | ----------------- | --------- | ----------------- | ----- | --------------------------------------------------------------------------- |
| 1  | 21 septembre 1986 | Gwangju   | Indonésie - Qatar | 1-1   | Jeux asiatiques de 1986                                                     |
| 2  | 2 octobre 1988    | Jakarta   | Indonésie - Qatar | 0-1   | Match amical                                                                |
| 3  | 4 octobre 1988    | Jakarta   | Indonésie - Qatar | 1-4   | Match amical                                                                |
| 4  | 9 novembre 1988   | Jakarta   | Indonésie - Qatar | 0-1   | Match amical                                                                |
| 5  | 9 avril 1993      | Doha      | Qatar - Indonésie | 3-1   | Tours préliminaires à la Coupe du monde 1994 (zone Asie - 1er tour - gr. C) |
| 6  | 24 avril 1993     | Singapour | Indonésie - Qatar | 1-4   | Tours préliminaires à la Coupe du monde 1994 (zone Asie - 1er tour - gr. C) |
| 7  | 18 juillet 2004   | Pékin     | Qatar - Indonésie | 1-2   | Coupe d'Asie des nations 2004 (gr. A)                                       |
| 8  | 11 octobre 2011   | Jakarta   | Indonésie - Qatar | 2-3   | Éliminatoires de la Coupe du monde 2014 : zone Asie (3e tour - gr. E)       |
| 9  | 11 novembre 2011  | Doha      | Qatar - Indonésie | 4-0   | Éliminatoires de la Coupe du monde 2014 : zone Asie (3e tour - gr. E)       |
| 10 | 14 juillet 2014   | Al Wakrah | Qatar - Indonésie | 2-2   | Match amical                                                                |

#### Bilan
Au 4 décembre 2022 :
- Total de matchs disputés : 10
- Victoires de l'Indonésie : 1
- Matchs nuls : 2
- Victoires du Qatar : 7
- Total de buts marqués par l'Indonésie : 10
- Total de buts marqués par le Qatar : 24

### Irak

#### Confrontations
Confrontations entre le Qatar et l'Irak :
|    | Date              | Lieu      | Match        | Score           | Compétition                                                                |
| -- | ----------------- | --------- | ------------ | --------------- | -------------------------------------------------------------------------- |
| 1  | 21 novembre 1975  | Bagdad    | Irak - Qatar | 1-0             | Tour préliminaire à la Coupe d'Asie des nations 1976 (gr. 2)               |
| 2  | 28 novembre 1975  | Bagdad    | Irak - Qatar | 3-0             | Tour préliminaire à la Coupe d'Asie des nations 1976 (gr. 2)               |
| 3  | 3 avril 1976      | Doha      | Qatar - Irak | 0-0             | Coupe du Golfe des nations 1976 (en)                                       |
| 4  | 10 décembre 1978  | Bangkok   | Irak - Qatar | 2-1             | Jeux asiatiques de 1978                                                    |
| 5  | 26 mars 1979      | Bagdad    | Irak - Qatar | 2-0             | Coupe du Golfe des nations 1979 (en)                                       |
| 6  | 18 mars 1981      | Riyad     | Irak - Qatar | 1-0             | Tours préliminaires à la Coupe du monde 1982 (Zone Asie - gr. 2)           |
| 7  | 26 mars 1982      | Abou Dabi | Irak - Qatar | 2-1             | Coupe du Golfe des nations 1982 (en)                                       |
| 8  | 25 mars 1984      | Mascate   | Qatar - Irak | 2-1             | Coupe du Golfe des nations 1984 (en)                                       |
| 9  | 28 mars 1984      | Mascate   | Irak - Qatar | 1-1 (tab : 4-3) | Coupe du Golfe des nations 1984 (en) (finale)                              |
| 10 | 5 avril 1985      | Doha      | Qatar - Irak | 3-0             | Tours préliminaires à la Coupe du monde 1986 (Moyen-Orient - gr. 2)        |
| 11 | 5 mai 1985        | Calcutta  | Irak - Qatar | 2-1             | Tours préliminaires à la Coupe du monde 1986 (Moyen-Orient - gr. 2)        |
| 12 | 27 mars 1986      | Manama    | Irak - Qatar | 1-1             | Coupe du Golfe des nations 1986 (en)                                       |
| 13 | 13 mars 1988      | Riyad     | Irak - Qatar | 3-0             | Coupe du Golfe des nations 1988 (en)                                       |
| 14 | 20 janvier 1989   | Doha      | Qatar - Irak | 1-0             | Tours préliminaires à la Coupe du monde 1990 (Zone AFC - 1er tour)         |
| 15 | 10 février 1989   | Bagdad    | Irak - Qatar | 2-2             | Tours préliminaires à la Coupe du monde 1990 (Zone AFC - 1er tour)         |
| 16 | 14 septembre 2001 | Al Rayyan | Qatar - Irak | 0-0             | Match amical                                                               |
| 17 | 13 janvier 2002   | Doha      | Qatar - Irak | 1-3             | Match amical                                                               |
| 18 | 20 novembre 2002  | Doha      | Qatar - Irak | 2-1             | Match amical                                                               |
| 19 | 21 décembre 2003  | Al Rayyan | Qatar - Irak | 0-0             | Match amical                                                               |
| 20 | 13 décembre 2004  | Doha      | Qatar - Irak | 3-3             | Coupe du Golfe des nations 2004 (en) (gr. A)                               |
| 21 | 11 octobre 2005   | Al Rayyan | Qatar - Irak | 0-0             | Match amical                                                               |
| 22 | 24 janvier 2007   | Abou Dabi | Irak - Qatar | 1-0             | Coupe du Golfe des nations 2007 (en) (gr. A)                               |
| 23 | 16 octobre 2007   | Al Rayyan | Qatar - Irak | 3-2             | Match amical                                                               |
| 24 | 26 mars 2008      | Doha      | Qatar - Irak | 2-0             | Éliminatoires de la Coupe du monde 2010, zone Asie, troisième tour (gr. 1) |
| 25 | 22 juin 2008      | Dubaï     | Irak - Qatar | 0-1             | Éliminatoires de la Coupe du monde 2010, zone Asie, troisième tour (gr. 1) |
| 26 | 31 mai 2009       | Al Rayyan | Qatar - Irak | 1-0             | Match amical                                                               |
| 27 | 12 octobre 2010   | Al Rayyan | Qatar - Irak | 1-2             | Match amical                                                               |
| 28 | 19 août 2011      | Al Rayyan | Qatar - Irak | 0-1             | Match amical                                                               |
| 29 | 16 décembre 2011  | Doha      | Qatar - Irak | 0-0             | Jeux panarabes de 2011                                                     |
| 30 | 7 novembre 2012   | Al Rayyan | Qatar - Irak | 2-1             | Match amical                                                               |
| 31 | 8 août 2016       | Al Rayyan | Qatar - Irak | 2-1             | Match amical                                                               |
| 32 | 29 décembre 2017  | Koweït    | Irak - Qatar | 2-1             | Coupe du Golfe des nations 2017-18 (en) (gr. B)                            |
| 33 | 21 mars 2018      | Bassorah  | Irak - Qatar | 2-3             | Match amical                                                               |
| 34 | 22 janvier 2019   | Abou Dabi | Qatar - Irak | 1-0             | Coupe d'Asie des Nations 2019 (1/8 de finale)                              |
| 35 | 26 novembre 2019  | Doha      | Qatar - Irak | 1-2             | Coupe du Golfe des nations 2019 (en) (gr. A)                               |
| 36 | 6 décembre 2021   | Al-Khor   | Qatar - Irak | 3-0             | Coupe arabe de la FIFA 2021 (gr. A)                                        |

#### Bilan
Au 25 novembre 2022 :
- Total de matchs disputés : 36
- Victoires du Qatar : 13
- Matchs nuls : 9
- Victoires de l'Irak : 14
- Total de buts marqués par le Qatar : 39
- Total de buts marqués par l'Irak : 43

### Iran

#### Confrontations
Confrontations entre le Qatar et l'Iran, :
|    | Date               | Lieu      | Match        | Score | Compétition                                                                 |
| -- | ------------------ | --------- | ------------ | ----- | --------------------------------------------------------------------------- |
| 1  | 9 décembre 1988    | Doha      | Qatar - Iran | 0-2   | Coupe d'Asie des nations 1988 (gr. 1)                                       |
| 2  | 17 mai 1996        | Tabriz    | Iran - Qatar | 2-0   | Match amical                                                                |
| 3  | 1er juin 1996      | Doha      | Qatar - Iran | 0-1   | Match amical                                                                |
| 4  | 3 octobre 1997     | Téhéran   | Iran - Qatar | 3-0   | Tours préliminaires à la Coupe du monde 1998 (Zone Asie - 2e tour)          |
| 5  | 7 novembre 1997    | Doha      | Qatar - Iran | 2-0   | Tours préliminaires à la Coupe du monde 1998 (Zone Asie - 2e tour)          |
| 6  | 27 septembre 2000  | Al Rayyan | Qatar - Iran | 1-2   | Match amical                                                                |
| 7  | 1er août 2001      | Al Rayyan | Qatar - Iran | 2-1   | Match amical                                                                |
| 8  | 18 février 2004    | Téhéran   | Iran - Qatar | 3-1   | Phase qualificative de la Coupe du monde 2006 (zone Asie - 2e tour - gr. 1) |
| 9  | 13 octobre 2004    | Doha      | Qatar - Iran | 2-3   | Phase qualificative de la Coupe du monde 2006 (zone Asie - 2e tour - gr. 1) |
| 10 | 24 mars 2007       | Doha      | Qatar - Iran | 0-1   | Match amical                                                                |
| 11 | 10 janvier 2008    | Doha      | Qatar - Iran | 0-0   | Match amical                                                                |
| 12 | 11 août 2008       | Téhéran   | Iran - Qatar | 6-1   | Championnat d'Asie de l'Ouest 2008 (gr. A)                                  |
| 13 | 9 novembre 2008    | Doha      | Qatar - Iran | 0-1   | Match amical                                                                |
| 14 | 28 décembre 2009   | Doha      | Qatar - Iran | 3-2   | Match amical                                                                |
| 15 | 28 décembre 2010   | Doha      | Qatar - Iran | 0-0   | Match amical                                                                |
| 16 | 6 septembre 2011   | Doha      | Qatar - Iran | 1-1   | Éliminatoires de la Coupe du monde 2014 : zone Asie (3e tour - gr. E)       |
| 17 | 29 février 2012    | Téhéran   | Iran - Qatar | 2-2   | Éliminatoires de la Coupe du monde 2014 : zone Asie (3e tour - gr. E)       |
| 18 | 12 juin 2012       | Téhéran   | Iran - Qatar | 0-0   | Éliminatoires de la Coupe du monde 2014 : zone Asie (4e tour - gr. A)       |
| 19 | 4 juin 2013        | Doha      | Qatar - Iran | 0-1   | Éliminatoires de la Coupe du monde 2014 : zone Asie (4e tour - gr. A)       |
| 20 | 15 janvier 2015    | Sydney    | Qatar - Iran | 0-1   | Coupe d'Asie des Nations 2015 (gr. C)                                       |
| 21 | 1er septembre 2016 | Téhéran   | Iran - Qatar | 2-0   | Éliminatoires de la Coupe du monde 2018, zone Asie, troisième tour (gr. A)  |
| 22 | 23 mars 2017       | Doha      | Qatar - Iran | 0-1   | Éliminatoires de la Coupe du monde 2018, zone Asie, troisième tour (gr. A)  |
| 23 | 31 décembre 2018   | Doha      | Qatar - Iran | 1-2   | Match amical                                                                |

#### Bilan
Au 4 décembre 2022 :
- Total de matchs disputés : 23
- Victoires du Qatar : 3
- Matchs nuls : 5
- Victoires de l'Iran : 15
- Total de buts marqués par le Qatar : 16
- Total de buts marqués par l'Iran : 37

### Irlande

#### Confrontations
Confrontations entre le Qatar et l'Irlande :
|   | Date            | Lieu     | Match           | Score | Compétition  |
| - | --------------- | -------- | --------------- | ----- | ------------ |
| 1 | 30 mars 2021    | Debrecen | Qatar - Irlande | 1-1   | Match amical |
| 2 | 12 octobre 2021 | Dublin   | Irlande - Qatar | 4-0   | Match amical |

#### Bilan
Au 15 décembre 2022 :
- Total de matchs disputés : 2
- Victoires du Qatar : 0
- Matchs nuls : 1
- Victoires de l'Irlande : 1
- Total de buts marqués par le Qatar : 1
- Total de buts marqués par l'Irlande : 5

### Irlande du Nord

#### Confrontations
Confrontations entre le Qatar et l'Irlande du Nord :
|   | Date        | Lieu  | Match                   | Score | Compétition  |
| - | ----------- | ----- | ----------------------- | ----- | ------------ |
| 1 | 31 mai 2015 | Crewe | Irlande du Nord - Qatar | 1-1   | Match amical |

#### Bilan
Au 4 décembre 2022 :
- Total de matchs disputés : 1
- Victoires du Qatar : 0
- Matchs nuls : 1
- Victoires de l'Irlande du Nord : 0
- Total de buts marqués par le Qatar : 1
- Total de buts marqués par l'Irlande du Nord : 1

### Islande

#### Confrontations
Confrontations entre le Qatar et l'Islande :
|   | Date             | Lieu  | Match           | Score | Compétition  |
| - | ---------------- | ----- | --------------- | ----- | ------------ |
| 1 | 14 novembre 2017 | Doha  | Qatar - Islande | 1-1   | Match amical |
| 2 | 19 novembre 2018 | Eupen | Qatar - Islande | 2-2   | Match amical |

#### Bilan
Au 4 décembre 2022 :
- Total de matchs disputés : 2
- Victoires du Qatar : 0
- Matchs nuls : 2
- Victoires de l'Islande : 0
- Total de buts marqués par le Qatar : 3
- Total de buts marqués par l'Islande : 3

## J

### Jamaïque

#### Confrontations
Confrontations entre le Qatar et la Jamaïque :
|   | Date         | Lieu            | Match            | Score | Compétition  |
| - | ------------ | --------------- | ---------------- | ----- | ------------ |
| 1 | 26 août 2022 | Wiener Neustadt | Qatar - Jamaïque | 1-1   | Match amical |

#### Bilan
Au 4 décembre 2022 :
- Total de matchs disputés : 1
- Victoires du Qatar : 0
- Matchs nuls : 1
- Victoires de la Jamaïque : 0
- Total de buts marqués par le Qatar : 1
- Total de buts marqués par la Jamaïque : 1

### Japon
Confrontations entre le Qatar et le Japon :
| Date             | Lieu      | Match         | Score | Compétition                                                     |
| 25 février 1983  | Doha      | Qatar - Japon | 1-0   | Match amical                                                    |
| 12 décembre 1988 | Doha      | Qatar - Japon | 3-0   | Coupe d'Asie des nations 1988 - 1er tour (Groupe 1)             |
| 7 octobre 1994   | Hiroshima | Japon - Qatar | 1-1   | Match amical                                                    |
| 20 octobre 2000  | Sidon     | Japon - Qatar | 1-1   | Coupe d'Asie des nations 2000 - 1er Tour (Groupe C)             |
| 9 juillet 2007   | Hanoï     | Japon - Qatar | 1-1   | Coupe d'Asie des nations 2007 - 1er tour (Groupe B)             |
| 19 novembre 2008 | Doha      | Qatar - Japon | 0-3   | Qualifications pour la Coupe du monde 2010 - 4e tour (Groupe 1) |
| 10 juin 2009     | Yokohama  | Japon - Qatar | 1-1   | Qualifications pour la Coupe du monde 2010 - 4e tour (Groupe 1) |
| 29 janvier 2011  | Doha      | Qatar - Japon | 2-3   | Coupe d'Asie des nations 2011 - 1/4 Finale                      |
| 1er février 2019 | Abou Dabi | Qatar - Japon | 3-1   | Finale de la Coupe d'Asie des nations de football 2019          |

#### Bilan
- Total de matchs disputés : 9
- Victoires de l'équipe du Japon : 2
- Matchs nuls : 4
- Victoires de l'équipe du Qatar : 3

### Jordanie

#### Confrontations
Confrontations entre le Qatar et la Jordanie :
|    | Date              | Lieu      | Match            | Score | Compétition                                                                 |
| -- | ----------------- | --------- | ---------------- | ----- | --------------------------------------------------------------------------- |
| 1  | 21 septembre 1984 | Guangzhou | Qatar - Jordanie | 2-1   | Tour préliminaire à la Coupe d'Asie des nations 1984 (gr. 4)                |
| 2  | 5 juillet 1985    | Taëf      | Qatar - Jordanie | 2-0   | Coupe arabe des nations 1985 (gr. 1)                                        |
| 3  | 15 mars 1985      | Amman     | Jordanie - Qatar | 1-0   | Tours préliminaires à la Coupe du monde 1986 (Moyen-Orient - gr. 2)         |
| 4  | 12 avril 1985     | Doha      | Qatar - Jordanie | 2-0   | Tours préliminaires à la Coupe du monde 1986 (Moyen-Orient - gr. 2)         |
| 5  | 6 janvier 1989    | Doha      | Qatar - Jordanie | 1-0   | Tours préliminaires à la Coupe du monde 1990 (Zone AFC - 1er tour)          |
| 6  | 27 janvier 1989   | Amman     | Jordanie - Qatar | 1-1   | Tours préliminaires à la Coupe du monde 1990 (Zone AFC - 1er tour)          |
| 7  | 12 mars 1993      | Al Rayyan | Qatar - Jordanie | 1-2   | Match amical                                                                |
| 8  | 26 septembre 1998 | Doha      | Qatar - Jordanie | 2-0   | Coupe arabe des nations 1998 (gr. 1)                                        |
| 9  | 8 avril 2000      | Doha      | Qatar - Jordanie | 2-2   | Tour préliminaire à la Coupe d'Asie des nations 2000 (gr. 4)                |
| 10 | 5 janvier 2001    | Doha      | Qatar - Jordanie | 3-1   | Match amical                                                                |
| 11 | 31 mars 2004      | Amman     | Jordanie - Qatar | 1-0   | Phase qualificative de la Coupe du monde 2006 (zone Asie - 2e tour - gr. 1) |
| 12 | 17 novembre 2004  | Doha      | Qatar - Jordanie | 2-0   | Phase qualificative de la Coupe du monde 2006 (zone Asie - 2e tour - gr. 1) |
| 13 | 16 mars 2008      | Doha      | Qatar - Jordanie | 2-1   | Match amical                                                                |
| 14 | 13 août 2008      | Téhéran   | Jordanie - Qatar | 3-0   | Championnat d'Asie de l'Ouest 2008 (demi-finale)                            |
| 15 | 8 octobre 2012    | Doha      | Qatar - Jordanie | 1-1   | Match amical                                                                |
| 16 | 7 janvier 2014    | Doha      | Qatar - Jordanie | 2-0   | Championnat d'Asie de l'Ouest 201 (finale)4                                 |
| 17 | 18 août 2016      | Zurich    | Jordanie - Qatar | 2-3   | Match amical                                                                |
| 18 | 23 décembre 2018  | Doha      | Qatar - Jordanie | 2-0   | Match amical                                                                |

#### Bilan
Au 4 décembre 2022 :
- Total de matchs disputés : 18
- Victoires du Qatar : 11
- Matchs nuls : 3
- Victoires de la Jordanie : 4
- Total de buts marqués par le Qatar : 28
- Total de buts marqués par la Jordanie : 15

## K

### Kazakhstan

#### Confrontations
Confrontations entre le Qatar et le Kazakhstan :
|   | Date             | Lieu    | Match              | Score | Compétition                                                  |
| - | ---------------- | ------- | ------------------ | ----- | ------------------------------------------------------------ |
| 1 | 14 juin 1996     | Almaty  | Kazakhstan - Qatar | 1-0   | Tour préliminaire à la Coupe d'Asie des nations 1996 (gr. 7) |
| 2 | 5 juillet 1996   | Doha    | Qatar - Kazakhstan | 3-0   | Tour préliminaire à la Coupe d'Asie des nations 1996 (gr. 7) |
| 3 | 12 décembre 1998 | Bangkok | Qatar - Kazakhstan | 0-2   | Jeux asiatiques de 1998 (2e tour)                            |
| 4 | 2 avril 2000     | Doha    | Qatar - Kazakhstan | 3-1   | Tour préliminaire à la Coupe d'Asie des nations 2000 (gr. 4) |

#### Bilan
Au 6 décembre 2022 :
- Total de matchs disputés : 4
- Victoires du Qatar : 2
- Matchs nuls : 0
- Victoires du Kazakhstan : 2
- Total de buts marqués par le Qatar : 6
- Total de buts marqués par le Kazakhstan : 4

### Kirghizistan

#### Confrontations
Confrontations entre le Qatar et le Kirghizistan :
|   | Date             | Lieu | Match                | Score | Compétition  |
| - | ---------------- | ---- | -------------------- | ----- | ------------ |
| 1 | 5 juin 2004      | Doha | Qatar - Kirghizistan | 0-0   | Match amical |
| 2 | 25 décembre 2018 | Doha | Qatar - Kirghizistan | 1-0   | Match amical |

#### Bilan
Au 3 avril 2019 :
- Total de matchs disputés : 2
- Victoires du Qatar : 1
- Matchs nuls : 1
- Victoires du Kirghizistan : 0
- Total de buts marqués par le Qatar : 1
- Total de buts marqués par le Kirghizistan : 0

### Koweït

#### Confrontations
Confrontations entre le Qatar et le Koweït, :
|    | Date              | Lieu         | Match          | Score           | Compétition                                                        |
| -- | ----------------- | ------------ | -------------- | --------------- | ------------------------------------------------------------------ |
| 1  | 31 mars 1970      | Madinat 'Isa | Koweït - Qatar | 4-2             | Coupe du Golfe des nations 1970 (en)                               |
| 2  | 26 mars 1972      | Riyad        | Koweït - Qatar | 5-0             | Coupe du Golfe des nations 1972 (en)                               |
| 3  | 24 mars 1974      | Koweït       | Koweït - Qatar | 1-0             | Coupe du Golfe des nations 1974 (en) (tour préliminaire)           |
| 4  | 28 mars 1976      | Doha         | Qatar - Koweït | 0-4             | Coupe du Golfe des nations 1976 (en)                               |
| 5  | 15 mars 1977      | Doha         | Qatar - Koweït | 0-2             | Tours préliminaires à la Coupe du monde 1978 (Groupe Asie 4)       |
| 6  | 21 mars 1977      | Doha         | Qatar - Koweït | 1-4             | Tours préliminaires à la Coupe du monde 1978 (Groupe Asie 4)       |
| 7  | 24 mars 1979      | Bagdad       | Koweït - Qatar | 3-1             | Coupe du Golfe des nations 1979 (en)                               |
| 8  | 25 septembre 1980 | Koweït       | Koweït - Qatar | 4-0             | Coupe d'Asie des nations 1980 (gr. 2)                              |
| 9  | 4 avril 1982      | Abou Dabi    | Qatar - Koweït | 2-1             | Coupe du Golfe des nations 1982 (en)                               |
| 10 | 16 mars 1984      | Mascate      | Qatar - Koweït | 2-1             | Coupe du Golfe des nations 1984 (en)                               |
| 11 | 3 décembre 1984   | Singapour    | Koweït - Qatar | 1-0             | Coupe d'Asie des nations 1984 (gr. 1)                              |
| 12 | 1er avril 1986    | Manama       | Koweït - Qatar | 2-1             | Coupe du Golfe des nations 1986 (en)                               |
| 13 | 3 mars 1988       | Riyad        | Qatar - Koweït | 1-1             | Coupe du Golfe des nations 1988 (en)                               |
| 14 | 7 mars 1990       | Koweït       | Koweït - Qatar | 2-0             | Coupe du Golfe des nations 1990 (en)                               |
| 15 | 3 décembre 1992   | Doha         | Qatar - Koweït | 4-0             | Coupe du Golfe des nations 1992 (en)                               |
| 16 | 7 novembre 1994   | Abou Dabi    | Koweït - Qatar | 1-0             | Coupe du Golfe des nations 1994 (en)                               |
| 17 | 21 avril 1996     | Doha         | Qatar - Koweït | 3-1             | Match amical                                                       |
| 18 | 28 octobre 1996   | Mascate      | Qatar - Koweït | 1-2             | Coupe du Golfe des nations 1996 (en)                               |
| 19 | 19 septembre 1997 | Doha         | Qatar - Koweït | 0-2             | Tours préliminaires à la Coupe du monde 1998 (Zone Asie - 2e tour) |
| 20 | 24 octobre 1997   | Koweït       | Koweït - Qatar | 0-1             | Tours préliminaires à la Coupe du monde 1998 (Zone Asie - 2e tour) |
| 21 | 2 novembre 1998   | Manama       | Koweït - Qatar | 6-2             | Coupe du Golfe des nations 1998 (en)                               |
| 22 | 14 décembre 1998  | Bangkok      | Qatar - Koweït | 0-0 (tab : 1-3) | Jeux asiatiques de 1998 (quart de finale)                          |
| 23 | 24 septembre 2000 | Al Rayyan    | Qatar - Koweït | 0-0             | Match amical                                                       |
| 24 | 12 janvier 2001   | Al Rayyan    | Qatar - Koweït | 1-0             | Match amical                                                       |
| 25 | 26 janvier 2002   | Riyad        | Koweït - Qatar | 0-1             | Coupe du Golfe des nations 2002 (en)                               |
| 26 | 14 septembre 2003 | Koweït       | Koweït - Qatar | 2-1             | Tour préliminaire à la Coupe d'Asie des nations 2004 (gr. B)       |
| 27 | 20 septembre 2003 | Koweït       | Koweït - Qatar | 2-1             | Tour préliminaire à la Coupe d'Asie des nations 2004 (gr. B)       |
| 28 | 8 janvier 2004    | Koweït       | Qatar - Koweït | 2-2             | Coupe du Golfe des nations 2003 (en)                               |
| 29 | 20 décembre 2004  | Al Rayyan    | Qatar - Koweït | 2-0             | Coupe du Golfe des nations 2004 (en) (demi-finale)                 |
| 30 | 31 juillet 2005   | Genève       | Qatar - Koweït | 1-0             | Match amical                                                       |
| 31 | 23 mai 2008       | Doha         | Qatar - Koweït | 1-1             | Match amical                                                       |
| 32 | 17 mars 2009      | Doha         | Qatar - Koweït | 1-0             | Match amical                                                       |
| 33 | 22 novembre 2010  | Aden         | Koweït - Qatar | 1-0             | Coupe du Golfe des nations 2010 (gr. A)                            |
| 34 | 16 janvier 2011   | Doha         | Qatar - Koweït | 3-0             | Coupe d'Asie des nations 2011 (gr. A)                              |
| 35 | 4 janvier 2014    | Doha         | Qatar - Koweït | 3-0 (ap)        | Championnat d'Asie de l'Ouest 2014 (demi-finale)                   |
| 36 | 7 janvier 2023    | Bassorah     | Koweït - Qatar |                 | Coupe du Golfe des nations 2023 (gr. B)                            |

#### Bilan
Au 6 décembre 2022 :
- Total de matchs disputés : 35
- Victoires du Qatar : 13
- Matchs nuls : 5
- Victoires du Koweït : 17
- Total de buts marqués par le Qatar : 39
- Total de buts marqués par le Koweït : 54

## L

### Laos

#### Confrontations
Confrontations entre le Qatar et le Laos :
|   | Date             | Lieu      | Match        | Score | Compétition                                                                 |
| - | ---------------- | --------- | ------------ | ----- | --------------------------------------------------------------------------- |
| 1 | 9 juin 2004      | Doha      | Qatar - Laos | 5-0   | Phase qualificative de la Coupe du monde 2006 (zone Asie - 2e tour - gr. 1) |
| 2 | 8 septembre 2004 | Vientiane | Laos - Qatar | 1-6   | Phase qualificative de la Coupe du monde 2006 (zone Asie - 2e tour - gr. 1) |

#### Bilan
Au 6 décembre 2022 :
- Total de matchs disputés : 2
- Victoires du Qatar : 2
- Matchs nuls : 0
- Victoires du Laos : 0
- Total de buts marqués par le Qatar : 11
- Total de buts marqués par le Laos : 1

### Lettonie

#### Confrontations
Confrontations entre le Qatar et la Lettonie :
|   | Date        | Lieu | Match            | Score | Compétition  |
| - | ----------- | ---- | ---------------- | ----- | ------------ |
| 1 | 24 mai 2013 | Doha | Qatar - Lettonie | 3-1   | Match amical |

#### Bilan
Au 6 décembre 2022 :
- Total de matchs disputés : 1
- Victoires du Qatar : 1
- Matchs nuls : 0
- Victoires de la Lettonie : 0
- Total de buts marqués par le Qatar : 3
- Total de buts marqués par la Lettonie : 1

### Liban

#### Confrontations
Confrontations entre le Qatar et le Liban :
|    | Date              | Lieu     | Match         | Score | Compétition                                                           |
| -- | ----------------- | -------- | ------------- | ----- | --------------------------------------------------------------------- |
| 1  | 22 mars 1985      | Doha     | Qatar - Liban | 7-0   | Tours préliminaires à la Coupe du monde 1986 (Moyen-Orient - gr. 2)   |
| 2  | 27 mars 1985      | Doha     | Qatar - Liban | 8-0   | Tours préliminaires à la Coupe du monde 1986 (Moyen-Orient - gr. 2)   |
| 3  | 8 décembre 1998   | Bangkok  | Qatar - Liban | 1-0   | Jeux asiatiques de 1998 (2e tour)                                     |
| 4  | 28 septembre 2002 | Yangsan  | Qatar - Liban | 1-1   | Jeux asiatiques de 2002 (gr. E)                                       |
| 5  | 1er décembre 2004 | Doha     | Qatar - Liban | 4-1   | Match amical                                                          |
| 6  | 27 mai 2008       | Doha     | Qatar - Liban | 4-1   | Match amical                                                          |
| 7  | 3 juin 2012       | Beyrouth | Liban - Qatar | 0-1   | Éliminatoires de la Coupe du monde 2014 : zone Asie (4e tour - gr. A) |
| 8  | 14 novembre 2012  | Doha     | Qatar - Liban | 1-0   | Éliminatoires de la Coupe du monde 2014 : zone Asie (4e tour - gr. A) |
| 9  | 31 janvier 2013   | Doha     | Qatar - Liban | 1-0   | Match amical                                                          |
| 10 | 9 septembre 2013  | Doha     | Qatar - Liban | 1-1   | Match amical                                                          |
| 11 | 9 octobre 2014    | Doha     | Qatar - Liban | 5-0   | Match amical                                                          |
| 12 | 9 janvier 2019    | Al-Aïn   | Qatar - Liban | 2-0   | Coupe d'Asie des Nations 2019 (gr. E)                                 |

#### Bilan
Au 6 décembre 2022 :
- Total de matchs disputés : 12
- Victoires du Qatar : 10
- Matchs nuls : 2
- Victoires du Liban : 0
- Total de buts marqués par le Qatar : 34
- Total de buts marqués par le Liban : 4

### Libye

#### Confrontations
Confrontations entre le Qatar et la Libye :
|   | Date              | Lieu | Match         | Score | Compétition                          |
| - | ----------------- | ---- | ------------- | ----- | ------------------------------------ |
| 1 | 22 septembre 1998 | Doha | Qatar - Libye | 2-1   | Coupe arabe des nations 1998 (gr. 1) |
| 2 | 26 mars 2004      | Rome | Libye - Qatar | 1-0   | Match amical                         |
| 3 | 2 janvier 2006    | Doha | Qatar - Libye | 2-0   | Match amical                         |

#### Bilan
Au 6 décembre 2022 :
- Total de matchs disputés : 3
- Victoires du Qatar : 2
- Matchs nuls : 0
- Victoires de la Libye : 1
- Total de buts marqués par le Qatar : 4
- Total de buts marqués par la Libye : 2

### Liechtenstein

#### Confrontations
Confrontations entre le Qatar et le Liechtenstein :
|   | Date             | Lieu | Match                 | Score | Compétition  |
| - | ---------------- | ---- | --------------------- | ----- | ------------ |
| 1 | 14 décembre 2017 | Doha | Qatar - Liechtenstein | 1-2   | Match amical |

#### Bilan
Au 6 décembre 2022 :
- Total de matchs disputés : 1
- Victoires du Qatar : 0
- Matchs nuls : 0
- Victoires du Liechtenstein : 1
- Total de buts marqués par le Qatar : 1
- Total de buts marqués par le Liechtenstein : 2

### Luxembourg

#### Confrontations
Confrontations entre le Qatar et le Luxembourg :
|   | Date             | Lieu       | Match              | Score | Compétition  |
| - | ---------------- | ---------- | ------------------ | ----- | ------------ |
| 1 | 24 mars 2021     | Debrecen   | Qatar - Luxembourg | 1-0   | Match amical |
| 2 | 7 septembre 2021 | Luxembourg | Luxembourg - Qatar | 1-1   | Match amical |

#### Bilan
Au 6 décembre 2022 :
- Total de matchs disputés : 2
- Victoires du Qatar : 1
- Matchs nuls : 1
- Victoires du Luxembourg : 0
- Total de buts marqués par le Qatar : 2
- Total de buts marqués par le Luxembourg : 1

## M

### Macédoine du Nord

#### Confrontations
Confrontations entre le Qatar et la Macédoine du Nord :
|   | Date            | Lieu   | Match             | Score | Compétition  |
| - | --------------- | ------ | ----------------- | ----- | ------------ |
| 1 | 24 juillet 2001 | Évreux | Macédoine - Qatar | 0-1   | Match amical |
| 2 | 11 octobre 2009 | Skopje | Macédoine - Qatar | 2-1   | Match amical |
| 3 | 30 mai 2014     | Rieti  | Qatar - Macédoine | 0-0   | Match amical |

#### Bilan
Au 15 décembre 2022 :
- Total de matchs disputés : 3
- Victoires du Qatar : 1
- Matchs nuls : 1
- Victoires de la Macédoine du Nord : 1
- Total de buts marqués par le Qatar : 2
- Total de buts marqués par la Macédoine du Nord : 2

### Malaisie

#### Confrontations
Confrontations entre le Qatar et la Malaisie :
|   | Date              | Lieu      | Match            | Score | Compétition                                                      |
| - | ----------------- | --------- | ---------------- | ----- | ---------------------------------------------------------------- |
| 1 | 22 septembre 1980 | Koweït    | Malaisie - Qatar | 1-1   | Coupe d'Asie des nations 1980 (gr. 2)                            |
| 2 | 23 septembre 1986 | Gwangju   | Qatar - Malaisie | 1-1   | Jeux asiatiques de 1986                                          |
| 3 | 4 mars 2001       | Hong Kong | Qatar - Malaisie | 5-1   | Tour préliminaire à la Coupe du monde 2002 (zone Asie, 1er tour) |
| 4 | 20 mars 2001      | Doha      | Qatar - Malaisie | 0-0   | Tour préliminaire à la Coupe du monde 2002 (zone Asie, 1er tour) |
| 5 | 6 février 2013    | Doha      | Qatar - Malaisie | 2-0   | Éliminatoires de la Coupe d'Asie des nations 2015 (gr. D)        |
| 6 | 19 novembre 2013  | Shah Alam | Malaisie - Qatar | 0-1   | Éliminatoires de la Coupe d'Asie des nations 2015 (gr. D)        |

#### Bilan
Au 15 décembre 2022 :
- Total de matchs disputés : 6
- Victoires du Qatar : 3
- Matchs nuls : 3
- Victoires de la Malaisie : 0
- Total de buts marqués par le Qatar : 10
- Total de buts marqués par la Malaisie : 3

### Maldives

#### Confrontations
Confrontations entre les Maldives et le Qatar :
|   | Date            | Lieu       | Match            | Score | Compétition                                                 |
| - | --------------- | ---------- | ---------------- | ----- | ----------------------------------------------------------- |
| 1 | 5 décembre 1998 | Suphanburi | Maldives - Qatar | 0-4   | Jeux asiatiques de 1998 (gr. D)                             |
| 2 | 11 juin 2015    | Malé       | Maldives - Qatar | 0-1   | Éliminatoires de la Coupe d'Asie des nations 2019 (2e tour) |
| 3 | 13 octobre 2015 | Doha       | Qatar - Maldives | 4-0   | Éliminatoires de la Coupe d'Asie des nations 2019 (2e tour) |

#### Bilan
Au 6 avril 2019 :
- Total de matchs disputés : 3
- Victoires des Maldives : 0
- Matchs nuls : 0
- Victoires du Qatar : 3
- Total de buts marqués par les Maldives : 0
- Total de buts marqués par le Qatar : 9

### Malte

#### Confrontations
Confrontations entre le Qatar et Malte :
|   | Date            | Lieu     | Match         | Score | Compétition  |
| - | --------------- | -------- | ------------- | ----- | ------------ |
| 1 | 20 janvier 2000 | Ta' Qali | Malte - Qatar | 2-0   | Match amical |

#### Bilan
Au 15 décembre 2022 :
- Total de matchs disputés : 1
- Victoires du Qatar : 0
- Victoires de Malte : 1
- Matchs nuls : 0
- Total de buts marqués par le Qatar : 0
- Total de buts marqués par Malte : 2

### Mali

#### Confrontations
Confrontations entre le Qatar et le Mali :
|   | Date           | Lieu | Match        | Score | Compétition  |
| - | -------------- | ---- | ------------ | ----- | ------------ |
| 1 | 2 janvier 2010 | Doha | Qatar - Mali | 0-0   | Match amical |

#### Bilan
Au 15 décembre 2022 :
- Total de matchs disputés : 1
- Victoires du Qatar : 0
- Matchs nuls : 1
- Victoires du Mali : 0
- Total de buts marqués par le Qatar : 0
- Total de buts marqués par le Mali : 0

### Maroc

#### Confrontations
Confrontations entre le Qatar et le Maroc, :
|   | Date             | Lieu       | Match         | Score | Compétition  |
| - | ---------------- | ---------- | ------------- | ----- | ------------ |
| 1 | 27 février 1974  | Doha       | Qatar - Maroc | 0-1   | Match amical |
| 2 | 3 septembre 2014 | Casablanca | Maroc - Qatar | 0-0   | Match amical |

#### Bilan
Au 15 décembre 2022 :
- Total de matchs disputés : 2
- Victoires du Qatar : 0
- Matchs nuls : 1
- Victoires du Maroc : 1
- Total de buts marqués par le Qatar : 0
- Total de buts marqués par le Maroc : 1

### Maurice

#### Confrontations
Confrontations entre le Qatar et Maurice :
|   | Date             | Lieu | Match           | Score | Compétition  |
| - | ---------------- | ---- | --------------- | ----- | ------------ |
| 1 | 5 septembre 2013 | Doha | Qatar - Maurice | 3-0   | Match amical |

#### Bilan
Au 15 décembre 2022 :
- Total de matchs disputés : 1
- Victoires du Qatar : 1
- Victoires de Maurice : 0
- Matchs nuls : 0
- Total de buts marqués par le Qatar : 3
- Total de buts marqués par Maurice : 0

### Moldavie

#### Confrontations
Confrontations entre le Qatar et la Moldavie :
|   | Date            | Lieu | Match            | Score | Compétition  |
| - | --------------- | ---- | ---------------- | ----- | ------------ |
| 1 | 17 janvier 2017 | Doha | Qatar - Moldavie | 1-1   | Match amical |

#### Bilan
Au 15 décembre 2022 :
- Total de matchs disputés : 1
- Victoires du Qatar : 0
- Matchs nuls : 1
- Victoires de la Moldavie : 0
- Total de buts marqués par le Qatar : 1
- Total de buts marqués par la Moldavie : 1

## N

### Norvège

#### Confrontations
Confrontations entre le Qatar et la Norvège :
|   | Date         | Lieu | Match           | Score | Compétition  |
| - | ------------ | ---- | --------------- | ----- | ------------ |
| 1 | 30 mars 1993 | Doha | Qatar - Norvège | 1-6   | Match amical |

#### Bilan
Au 15 décembre 2022 :
- Total de matchs disputés : 1
- Victoires du Qatar : 0
- Matchs nuls : 0
- Victoires de la Norvège : 1
- Total de buts marqués par le Qatar : 1
- Total de buts marqués par la Norvège : 6

### Nouvelle-Zélande

#### Confrontations
Confrontations entre le Qatar et la Nouvelle-Zélande :
|   | Date           | Lieu | Match                    | Score | Compétition  |
| - | -------------- | ---- | ------------------------ | ----- | ------------ |
| 1 | 5 octobre 1996 | Doha | Qatar - Nouvelle-Zélande | 3-2   | Match amical |

#### Bilan
Au 15 décembre 2022 :
- Total de matchs disputés : 1
- Victoires du Qatar : 1
- Matchs nuls : 0
- Victoires de la Nouvelle-Zélande : 0
- Total de buts marqués par le Qatar : 3
- Total de buts marqués par la Nouvelle-Zélande : 2

## O

### Oman

#### Confrontations
Confrontations entre le Qatar et Oman :
|    | Date              | Lieu      | Match        | Score           | Compétition                                                         |
| -- | ----------------- | --------- | ------------ | --------------- | ------------------------------------------------------------------- |
| 1  | 22 mars 1974      | Koweït    | Qatar - Oman | 4-0             | Coupe du Golfe des nations 1974 (en) (tour préliminaire)            |
| 2  | 7 avril 1976      | Doha      | Qatar - Oman | 4-1             | Coupe du Golfe des nations 1976 (en)                                |
| 3  | 1er avril 1979    | Bagdad    | Qatar - Oman | 1-0             | Coupe du Golfe des nations 1979 (en)                                |
| 4  | 22 mars 1982      | Abou Dabi | Qatar - Oman | 3-0             | Coupe du Golfe des nations 1982 (en)                                |
| 5  | 18 mars 1984      | Mascate   | Oman - Qatar | 0-2             | Coupe du Golfe des nations 1984 (en)                                |
| 6  | 23 mars 1986      | Manama    | Qatar - Oman | 2-1             | Coupe du Golfe des nations 1986 (en)                                |
| 7  | 10 mars 1988      | Riyad     | Oman - Qatar | 2-1             | Coupe du Golfe des nations 1988 (en)                                |
| 8  | 13 janvier 1989   | Mascate   | Oman - Qatar | 0-0             | Tours préliminaires à la Coupe du monde 1990 (Zone AFC - 1er tour)  |
| 9  | 3 février 1989    | Doha      | Qatar - Oman | 3-0             | Tours préliminaires à la Coupe du monde 1990 (Zone AFC - 1er tour)  |
| 10 | 4 mars 1990       | Koweït    | Qatar - Oman | 4-2             | Coupe du Golfe des nations 1990 (en)                                |
| 11 | 31 mai 1992       | Doha      | Qatar - Oman | 4-0             | Tour préliminaire à la Coupe d'Asie des nations 1992 (gr. 1)        |
| 12 | 27 novembre 1992  | Doha      | Qatar - Oman | 2-0             | Coupe du Golfe des nations 1992 (en)                                |
| 13 | 15 septembre 1994 | Al Rayyan | Qatar - Oman | 0-2             | Match amical                                                        |
| 14 | 23 septembre 1994 | Al Rayyan | Qatar - Oman | 1-2             | Match amical                                                        |
| 15 | 9 novembre 1994   | Abou Dabi | Qatar - Oman | 4-2             | Coupe du Golfe des nations 1994 (en)                                |
| 16 | 21 octobre 1996   | Mascate   | Oman - Qatar | 0-3             | Coupe du Golfe des nations 1996 (en)                                |
| 17 | 31 octobre 1998   | Manama    | Qatar - Oman | 2-1             | Coupe du Golfe des nations 1998 (en)                                |
| 18 | 16 août 2001      | Doha      | Qatar - Oman | 0-0             | Tour préliminaire à la Coupe du monde 2002 (zone Asie, 2e tour)     |
| 19 | 21 septembre 2001 | Mascate   | Oman - Qatar | 0-3             | Tour préliminaire à la Coupe du monde 2002 (zone Asie, 2e tour)     |
| 20 | 24 janvier 2002   | Riyad     | Oman - Qatar | 1-2             | Coupe du Golfe des nations 2002 (en)                                |
| 21 | 11 janvier 2004   | Koweït    | Oman - Qatar | 2-0             | Coupe du Golfe des nations 2003 (en)                                |
| 22 | 16 décembre 2004  | Doha      | Qatar - Oman | 2-1             | Coupe du Golfe des nations 2004 (en) (gr. A)                        |
| 23 | 24 décembre 2004  | Doha      | Qatar - Oman | 1-1 (tab : 5-4) | Coupe du Golfe des nations 2004 (en) (finale)                       |
| 24 | 13 janvier 2007   | Doha      | Qatar - Oman | 1-1             | Match amical                                                        |
| 25 | 17 septembre 2007 | Doha      | Qatar - Oman | 1-1             | Match amical                                                        |
| 26 | 14 janvier 2009   | Mascate   | Oman - Qatar | 1-0             | Coupe du Golfe des nations 2009 (demi-finale)                       |
| 27 | 9 septembre 2009  | Doha      | Qatar - Oman | 1-1             | Match amical                                                        |
| 28 | 7 septembre 2010  | Doha      | Qatar - Oman | 1-1             | Match amical                                                        |
| 29 | 4 novembre 2011   | Doha      | Qatar - Oman | 0-0             | Match amical                                                        |
| 30 | 9 octobre 2012    | Doha      | Qatar - Oman | 1-1             | Match amical                                                        |
| 31 | 8 janvier 2013    | Riffa     | Qatar - Oman | 2-1             | Coupe du Golfe des nations 2013 (gr. A)                             |
| 32 | 23 novembre 2014  | Riyad     | Oman - Qatar | 1-3             | Coupe du Golfe des nations 2014 (demi-finale)                       |
| 33 | 31 décembre 2014  | Canberra  | Qatar - Oman | 2-2             | Match amical                                                        |
| 34 | 15 octobre 2019   | Doha      | Qatar - Oman | 2-1             | Éliminatoires de la Coupe d'Asie des nations 2023 (2e tour - gr. E) |
| 35 | 7 juin 2021       | Doha      | Oman - Qatar | 0-1             | Éliminatoires de la Coupe d'Asie des nations 2023 (2e tour - gr. E) |
| 36 | 3 décembre 2021   | Doha      | Oman - Qatar | 1-2             | Coupe arabe de la FIFA 2021 (gr. A)                                 |

#### Bilan
Au 15 décembre 2022 :
- Total de matchs disputés : 36
- Victoires du Qatar : 20
- Matchs nuls : 10
- Victoires d'Oman : 6
- Total de buts marqués par le Qatar : 64
- Total de buts marqués par Oman : 31

### Ouzbékistan

#### Confrontations
Confrontations entre le Qatar et l'Ouzbékistan :
|    | Date             | Lieu     | Match               | Score | Compétition                                                                |
| -- | ---------------- | -------- | ------------------- | ----- | -------------------------------------------------------------------------- |
| 1  | 17 octobre 2000  | Sidon    | Qatar - Ouzbékistan | 1-1   | Coupe d'Asie des nations 2000 (gr. C)                                      |
| 2  | 26 août 2001     | Tachkent | Ouzbékistan - Qatar | 2-1   | Tour préliminaire à la Coupe du monde 2002 (zone Asie, 2e tour)            |
| 3  | 16 août 2001     | Doha     | Qatar - Ouzbékistan | 2-2   | Tour préliminaire à la Coupe du monde 2002 (zone Asie, 2e tour)            |
| 4  | 1er mars 2006    | Doha     | Qatar - Ouzbékistan | 2-1   | Tour préliminaire à la Coupe d'Asie des nations 2007 (gr. F)               |
| 5  | 15 novembre 2006 | Tachkent | Ouzbékistan - Qatar | 2-0   | Tour préliminaire à la Coupe d'Asie des nations 2007 (gr. F)               |
| 6  | 6 septembre 2008 | Doha     | Qatar - Ouzbékistan | 3-0   | Éliminatoires de la Coupe du monde 2010, zone Asie, quatrième tour         |
| 7  | 28 mars 2009     | Tachkent | Ouzbékistan - Qatar | 4-0   | Éliminatoires de la Coupe du monde 2010, zone Asie, quatrième tour         |
| 8  | 7 janvier 2011   | Doha     | Qatar - Ouzbékistan | 0-2   | Coupe d'Asie des nations 2011 (gr. A)                                      |
| 9  | 16 octobre 2012  | Doha     | Qatar - Ouzbékistan | 0-1   | Éliminatoires de la Coupe du monde 2014 : zone Asie (4e tour - gr. A)      |
| 10 | 18 juin 2013     | Tachkent | Ouzbékistan - Qatar | 5-1   | Éliminatoires de la Coupe du monde 2014 : zone Asie (4e tour - gr. A)      |
| 11 | 6 octobre 2014   | Doha     | Qatar - Ouzbékistan | 3-0   | Match amical                                                               |
| 12 | 6 septembre 2016 | Doha     | Qatar - Ouzbékistan | 0-1   | Éliminatoires de la Coupe du monde 2018, zone Asie, troisième tour (gr. A) |
| 13 | 28 mars 2017     | Tachkent | Ouzbékistan - Qatar | 1-0   | Éliminatoires de la Coupe du monde 2018, zone Asie, troisième tour (gr. A) |
| 14 | 16 octobre 2018  | Tachkent | Ouzbékistan - Qatar | 2-0   | Match amical                                                               |

#### Bilan
Au 15 décembre 2022 :
- Total de matchs disputés : 14
- Victoires du Qatar : 3
- Matchs nuls : 2
- Victoires de l'Ouzbékistan : 9
- Total de buts marqués par le Qatar : 13
- Total de buts marqués par l'Ouzbékistan : 24

## P

### Pakistan
Confrontations entre le Qatar et le Pakistan en matchs officiels :
|   | Date         | Lieu | Match            | Score | Compétition                                       |
| - | ------------ | ---- | ---------------- | ----- | ------------------------------------------------- |
| 1 | 4 avril 2000 | Doha | Qatar - Pakistan | 5-0   | Éliminatoires de la Coupe d'Asie des Nations 2000 |

#### Bilan
Au 19 avril 2022 :
- Total de matchs disputés : 1
- Victoires du Qatar : 5
- Victoires du Pakistan : 0
- Matchs nuls : 0
- Total de buts marqués par le Qatar : 5
- Total de buts marqués par le Pakistan : 0

### Palestine

#### Confrontations
Confrontations entre le Qatar et la Palestine, :
|    | Date              | Lieu      | Match             | Score | Compétition                                                      |
| -- | ----------------- | --------- | ----------------- | ----- | ---------------------------------------------------------------- |
| 1  | 10 janvier 1972   | Bagdad    | Palestine - Qatar | 7-2   | Coupe de Palestine des nations 1972 (gr. B)                      |
| 2  | 31 mars 2000      | Doha      | Qatar - Palestine | 1-0   | Tour préliminaire à la Coupe d'Asie des nations 2000 (gr. 4)     |
| 3  | 8 mars 2001       | Hong Kong | Palestine - Qatar | 1-2   | Tour préliminaire à la Coupe du monde 2002 (zone Asie, 1er tour) |
| 4  | 23 mars 2001      | Doha      | Qatar - Palestine | 2-1   | Tour préliminaire à la Coupe du monde 2002 (zone Asie, 1er tour) |
| 5  | 24 septembre 2003 | Doha      | Qatar - Palestine | 1-1   | Tour préliminaire à la Coupe d'Asie des nations 2004 (gr. B)     |
| 6  | 27 septembre 2003 | Doha      | Qatar - Palestine | 2-1   | Tour préliminaire à la Coupe d'Asie des nations 2004 (gr. B)     |
| 7  | 9 août 2008       | Téhéran   | Palestine - Qatar | 0-1   | Championnat d'Asie de l'Ouest 2008 (gr. A)                       |
| 8  | 28 mai 2012       | Doha      | Qatar - Palestine | 0-0   | Match amical                                                     |
| 9  | 17 avril 2013     | Doha      | Qatar - Palestine | 2-0   | Match amical                                                     |
| 10 | 25 décembre 2013  | Doha      | Qatar - Palestine | 1-0   | Championnat d'Asie de l'Ouest 2014 (gr. A)                       |
| 11 | 11 septembre 2018 | Doha      | Qatar - Palestine | 3-0   | Match amical                                                     |

#### Bilan
Au 15 décembre 2022 :
- Total de matchs disputés : 11
- Victoires du Qatar : 8
- Matchs nuls : 2
- Victoires de la Palestine : 1
- Total de buts marqués par le Qatar : 17
- Total de buts marqués par la Palestine : 11

### Panama
Confrontations entre le Qatar et le Panama en matchs officiels :
|   | Date            | Lieu     | Match          | Score | Compétition           |
| - | --------------- | -------- | -------------- | ----- | --------------------- |
| 1 | 13 juillet 2021 | Houston  | Qatar - Panama | 3-3   | Gold Cup 2021 (gr. D) |
| 2 | 5 novembre 2022 | Marbella | Qatar - Panama | 2-1   | Match amical          |

#### Bilan
Au 25 novembre 2022 :
- Total de matchs disputés : 2
- Victoires du Qatar : 1
- Victoires du Panama : 0
- Matchs nuls : 1
- Total de buts marqués par le Qatar : 5
- Total de buts marqués par le Panama : 4

### Paraguay

#### Confrontations
Confrontations entre le Qatar et le Paraguay en matchs officiels.
|   | Date             | Lieu           | Match            | Score | Compétition               |
| - | ---------------- | -------------- | ---------------- | ----- | ------------------------- |
| 1 | 26 février 1986  |                | Qatar - Paraguay | 1-1   | Match amical              |
| 2 | 1er mars 1986    | Doha           | Qatar - Paraguay | 0-3   | Match amical              |
| 3 | 13 novembre 2009 | Rouen          | Qatar - Paraguay | 2-0   | Match amical              |
| 4 | 16 juin 2019     | Rio de Janeiro | Paraguay - Qatar | 2-2   | Copa América 2019 (gr. B) |

#### Bilan
Au 16 juin 2019 :
- Total de matchs disputés : 4
- Victoires du Paraguay : 1
- Victoires du Qatar : 1
- Matchs nuls : 2
- Total de buts marqués par le Paraguay : 6
- Total de buts marqués par le Qatar : 5

### Pays-Bas

#### Confrontations
Confrontations entre le Qatar et les Pays-Bas :
|   | Date             | Lieu    | Match            | Score | Compétition                 |
| - | ---------------- | ------- | ---------------- | ----- | --------------------------- |
| 1 | 29 novembre 2022 | Al Khor | Pays-Bas - Qatar | 2-0   | Coupe du monde 2022 (gr. A) |

#### Bilan
Au 15 décembre 2022 :
- Total de matchs disputés : 1
- Victoires du Qatar : 0
- Matchs nuls : 0
- Victoires des Pays-Bas : 1
- Total de buts marqués par le Qatar : 0
- Total de buts marqués par les Pays-Bas : 2

### Pays de Galles

#### Confrontations
Confrontations entre le Qatar et le Pays de Galles :
|   | Date            | Lieu | Match                  | Score | Compétition  |
| - | --------------- | ---- | ---------------------- | ----- | ------------ |
| 1 | 23 février 2000 | Doha | Qatar - Pays de Galles | 0-1   | Match amical |

#### Bilan
Au 15 décembre 2022 :
- Total de matchs disputés : 1
- Victoires du Qatar : 0
- Matchs nuls : 0
- Victoires du Pays de Galles : 1
- Total de buts marqués par le Qatar : 0
- Total de buts marqués par le Pays de Galles : 1

### Philippines

#### Confrontations
Confrontations entre le Qatar et les Philippines :
|   | Date              | Lieu | Match               | Score | Compétition                                                         |
| - | ----------------- | ---- | ------------------- | ----- | ------------------------------------------------------------------- |
| 1 | 23 septembre 1996 | Doha | Qatar - Philippines | 5-0   | Tours préliminaires à la Coupe du monde 1998 (Zone Asie - 1er tour) |

#### Bilan
Au 15 décembre 2022 :
- Total de matchs disputés : 1
- Victoires du Qatar : 1
- Matchs nuls : 0
- Victoires des Philippines : 0
- Total de buts marqués par le Qatar : 5
- Total de buts marqués par les Philippines : 0

### Portugal

#### Confrontations
Confrontations entre le Qatar et le Portugal :
|   | Date             | Lieu     | Match            | Score | Compétition  |
| - | ---------------- | -------- | ---------------- | ----- | ------------ |
| 1 | 4 septembre 2021 | Debrecen | Qatar - Portugal | 1-3   | Match amical |
| 2 | 9 octobre 2021   | Faro     | Portugal - Qatar | 3-0   | Match amical |

#### Bilan
Au 15 décembre 2022 :
- Total de matchs disputés : 2
- Victoires du Qatar : 0
- Matchs nuls : 0
- Victoires du Portugal : 2
- Total de buts marqués par le Qatar : 1
- Total de buts marqués par le Portugal : 6

## R

### République démocratique du Congo

#### Confrontations
Confrontations entre le Qatar et la République démocratique du Congo :
|   | Date            | Lieu    | Match                                    | Score | Compétition  |
| - | --------------- | ------- | ---------------------------------------- | ----- | ------------ |
| 1 | 14 octobre 2009 | Sannois | République démocratique du Congo - Qatar | 2-2   | Match amical |

#### Bilan
Au 15 décembre 2022 :
- Total de matchs disputés : 1
- Victoires du Qatar : 0
- Matchs nuls : 1
- Victoires de la République démocratique du Congo : 0
- Total de buts marqués par le Qatar : 2
- Total de buts marqués par la République démocratique du Congo : 2

### Russie

#### Confrontations
Confrontations entre le Qatar et la Russie :
|   | Date             | Lieu | Match          | Score | Compétition  |
| - | ---------------- | ---- | -------------- | ----- | ------------ |
| 1 | 24 mai 1996      | Doha | Qatar - Russie | 2-5   | Match amical |
| 2 | 29 mars 2011     | Doha | Qatar - Russie | 1-1   | Match amical |
| 3 | 10 novembre 2016 | Doha | Qatar - Russie | 2-1   | Match amical |

#### Bilan
Au 15 décembre 2022 :
- Total de matchs disputés : 3
- Victoires du Qatar : 1
- Matchs nuls : 1
- Victoires de la Russie : 1
- Total de buts marqués par le Qatar : 5
- Total de buts marqués par la Russie : 7

## S

### Salvador

#### Confrontations
Confrontations entre le Qatar et le Salvador :
|   | Date            | Lieu     | Match            | Score | Compétition                     |
| - | --------------- | -------- | ---------------- | ----- | ------------------------------- |
| 1 | 4 juillet 2021  | Pula     | Qatar - Salvador | 1-0   | Match amical                    |
| 2 | 24 juillet 2021 | Glendale | Qatar - Salvador | 3-2   | Gold Cup 2021 (quart de finale) |

#### Bilan
Au 15 décembre 2022 :
- Total de matchs disputés : 2
- Victoires du Qatar : 2
- Matchs nuls : 0
- Victoires du Salvador : 0
- Total de buts marqués par le Qatar : 4
- Total de buts marqués par le Salvador : 2

### Sénégal

#### Confrontations
Confrontations entre le Qatar et le Sénégal :
|   | Date             | Lieu | Match           | Score | Compétition                 |
| - | ---------------- | ---- | --------------- | ----- | --------------------------- |
| 1 | 25 novembre 2022 | Doha | Qatar - Sénégal | 1-3   | Coupe du monde 2022 (gr. A) |

#### Bilan
Au 25 novembre 2022 :
- Total de matchs disputés : 1
- Victoires du Qatar : 0
- Matchs nuls : 0
- Victoires du Sénégal : 1
- Total de buts marqués par le Qatar : 1
- Total de buts marqués par le Sénégal : 3

### Serbie

#### Confrontations
Confrontations entre le Qatar et la Serbie :
|   | Date               | Lieu     | Match          | Score | Compétition  |
| - | ------------------ | -------- | -------------- | ----- | ------------ |
| 1 | 29 septembre 2016  | Doha     | Qatar - Serbie | 3-0   | Match amical |
| 2 | 1er septembre 2021 | Debrecen | Qatar - Serbie | 0-4   | Match amical |
| 3 | 11 novembre 2021   | Belgrade | Serbie - Qatar | 4-0   | Match amical |

#### Bilan
Au 15 décembre 2022 :
- Total de matchs disputés : 3
- Victoires du Qatar : 1
- Matchs nuls : 0
- Victoires de la Serbie : 2
- Total de buts marqués par le Qatar : 3
- Total de buts marqués par la Serbie : 8

### Singapour

#### Confrontations
Confrontations entre le Qatar et Singapour, :
|    | Date             | Lieu      | Match             | Score | Compétition                                                                 |
| -- | ---------------- | --------- | ----------------- | ----- | --------------------------------------------------------------------------- |
| 1  | 4 septembre 1984 | Singapour | Singapour - Qatar | 0-1   | Match amical                                                                |
| 2  | 5 novembre 1984  | Doha      | Qatar - Singapour | 0-0   | Match amical                                                                |
| 3  | 7 novembre 1984  | Doha      | Qatar - Singapour | 3-1   | Match amical                                                                |
| 4  | 9 octobre 1988   | Singapour | Singapour - Qatar | 0-1   | Match amical                                                                |
| 5  | 16 avril 1993    | Doha      | Qatar - Singapour | 4-1   | Tours préliminaires à la Coupe du monde 1994 (zone Asie - 1er tour - gr. C) |
| 6  | 30 avril 1993    | Singapour | Singapour - Qatar | 1-0   | Tours préliminaires à la Coupe du monde 1994 (zone Asie - 1er tour - gr. C) |
| 7  | 2 juin 2000      | Singapour | Singapour - Qatar | 1-5   | Match amical                                                                |
| 8  | 14 février 2002  | Bangkok   | Qatar - Singapour | 3-0   | King's Cup 2002 (1er tour)                                                  |
| 9  | 16 février 2002  | Bangkok   | Qatar - Singapour | 2-0   | King's Cup 2002 (match pour la 3e place)                                    |
| 10 | 19 novembre 2003 | Doha      | Qatar - Singapour | 2-0   | Tour préliminaire à la Coupe d'Asie des nations 2004 (gr. B)                |
| 11 | 29 novembre 2003 | Singapour | Singapour - Qatar | 0-2   | Tour préliminaire à la Coupe d'Asie des nations 2004 (gr. B)                |
| 12 | 28 août 2015     | Doha      | Qatar - Singapour | 4-0   | Match amical                                                                |
| 13 | 5 octobre 2017   | Doha      | Qatar - Singapour | 3-1   | Match amical                                                                |
| 14 | 14 novembre 2019 | Doha      | Qatar - Singapour | 2-0   | Match amical                                                                |

#### Bilan
Au 15 décembre 2022 :
- Total de matchs disputés : 14
- Victoires du Qatar : 12
- Matchs nuls : 1
- Victoires de Singapour : 1
- Total de buts marqués par le Qatar : 32
- Total de buts marqués par Singapour : 5

### Slovénie

#### Confrontations
Confrontations entre le Qatar et la Slovénie :
|   | Date         | Lieu    | Match            | Score | Compétition  |
| - | ------------ | ------- | ---------------- | ----- | ------------ |
| 1 | 3 mars 2010  | Maribor | Slovénie - Qatar | 4-1   | Match amical |
| 2 | 30 mars 2015 | Doha    | Qatar - Slovénie | 1-0   | Match amical |
| 3 | 29 mars 2022 | Doha    | Qatar - Slovénie | 0-0   | Match amical |

#### Bilan
Au 15 décembre 2022 :
- Total de matchs disputés : 3
- Victoires du Qatar : 1
- Matchs nuls : 1
- Victoires de la Slovénie : 1
- Total de buts marqués par le Qatar : 2
- Total de buts marqués par la Slovénie : 4

### Soudan

#### Confrontations
Confrontations entre le Qatar et le Soudan :
|   | Date              | Lieu | Match          | Score | Compétition  |
| - | ----------------- | ---- | -------------- | ----- | ------------ |
| 1 | 8 juillet 1983    | Doha | Qatar - Soudan | 3-1   | Match amical |
| 2 | 17 septembre 1994 | Doha | Qatar - Soudan | 2-0   | Match amical |
| 3 | 16 septembre 1998 | Doha | Qatar - Soudan | 1-1   | Match amical |
| 4 | 10 mars 2000      | Doha | Qatar - Soudan | 3-0   | Match amical |

#### Bilan
Au 15 décembre 2022 :
- Total de matchs disputés : 4
- Victoires du Qatar : 3
- Matchs nuls : 1
- Victoires du Soudan : 0
- Total de buts marqués par le Qatar : 9
- Total de buts marqués par le Soudan : 2

### Sri Lanka

#### Confrontations
Confrontations entre le Qatar et le Sri Lanka :
|   | Date              | Lieu    | Match             | Score | Compétition                                                         |
| - | ----------------- | ------- | ----------------- | ----- | ------------------------------------------------------------------- |
| 1 | 20 septembre 1996 | Doha    | Qatar - Sri Lanka | 3-0   | Tours préliminaires à la Coupe du monde 1998 (Zone Asie - 1er tour) |
| 2 | 21 octobre 2007   | Colombo | Sri Lanka - Qatar | 0-1   | Éliminatoires de la Coupe du monde 2010, zone Asie, premier tour    |
| 3 | 28 octobre 2007   | Doha    | Qatar - Sri Lanka | 5-0   | Éliminatoires de la Coupe du monde 2010, zone Asie, premier tour    |

#### Bilan
Au 15 décembre 2022 :
- Total de matchs disputés : 3
- Victoires du Qatar : 3
- Matchs nuls : 0
- Victoires du Sri Lanka : 0
- Total de buts marqués par le Qatar : 9
- Total de buts marqués par le Sri Lanka : 0

### Suède

#### Confrontations
Confrontations entre le Qatar et la Suède :
|   | Date            | Lieu    | Match         | Score | Compétition     |
| - | --------------- | ------- | ------------- | ----- | --------------- |
| 1 | 14 février 2001 | Bangkok | Suède - Qatar | 0-0   | King's Cup 2001 |
| 2 | 16 février 2003 | Bangkok | Qatar - Suède | 2-3   | King's Cup 2003 |

#### Bilan
Au 15 décembre 2022 :
- Total de matchs disputés : 2
- Victoires du Qatar : 0
- Matchs nuls : 1
- Victoires de la Suède : 1
- Total de buts marqués par le Qatar : 2
- Total de buts marqués par la Suède : 3

### Suisse

#### Confrontations
Confrontations entre le Qatar et la Suisse :
|   | Date             | Lieu   | Match          | Score | Compétition  |
| - | ---------------- | ------ | -------------- | ----- | ------------ |
| 1 | 14 novembre 2018 | Lugano | Suisse - Qatar | 0-1   | Match amical |

#### Bilan
Au 15 décembre 2022 :
- Total de matchs disputés : 1
- Victoires du Qatar : 1
- Matchs nuls : 0
- Victoires de la Suisse : 0
- Total de buts marqués par le Qatar : 1
- Total de buts marqués par la Suisse : 0

### Syrie

#### Confrontations
Confrontations entre le Qatar et la Syrie :
|    | Date              | Lieu      | Match         | Score | Compétition                                                                |
| -- | ----------------- | --------- | ------------- | ----- | -------------------------------------------------------------------------- |
| 1  | 6 janvier 1972    | Bagdad    | Syrie - Qatar | 3-2   | Coupe de Palestine des nations 1972 (gr. B)                                |
| 2  | 27 mars 1981      | Riyad     | Syrie - Qatar | 1-1   | Tours préliminaires à la Coupe du monde 1982 (Zone Asie - gr. 2)           |
| 3  | 1er décembre 1984 | Singapour | Qatar - Syrie | 1-1   | Coupe d'Asie des nations 1984 (gr. 1)                                      |
| 4  | 29 mai 1992       | Doha      | Qatar - Syrie | 4-2   | Tour préliminaire à la Coupe d'Asie des nations 1992 (gr. 1)               |
| 5  | 28 juin 1996      | Al Rayyan | Qatar - Syrie | 1-0   | Tour préliminaire à la Coupe d'Asie des nations 1996 (gr. 7)               |
| 6  | 19 juillet 1996   | Damas     | Syrie - Qatar | 3-1   | Tour préliminaire à la Coupe d'Asie des nations 1996 (gr. 7)               |
| 7  | 8 octobre 2004    | Al Rayyan | Qatar - Syrie | 1-2   | Match amical                                                               |
| 8  | 13 janvier 2008   | Damas     | Syrie - Qatar | 0-0   | Match amical                                                               |
| 9  | 21 mars 2009      | Alep      | Syrie - Qatar | 1-2   | Match amical                                                               |
| 10 | 11 octobre 2016   | Doha      | Qatar - Syrie | 1-0   | Éliminatoires de la Coupe du monde 2018, zone Asie, troisième tour (gr. A) |
| 11 | 31 août 2017      | Malacca   | Syrie - Qatar | 3-1   | Éliminatoires de la Coupe du monde 2018, zone Asie, troisième tour (gr. A) |
| 12 | 24 mars 2018      | Bassorah  | Qatar - Syrie | 2-2   | Match amical                                                               |

#### Bilan
Au 15 décembre 2022 :
- Total de matchs disputés : 12
- Victoires du Qatar : 5
- Matchs nuls : 3
- Victoires de la Syrie : 4
- Total de buts marqués par le Qatar : 18
- Total de buts marqués par la Syrie : 18

## T

### Tadjikistan

#### Confrontations
Confrontations entre le Qatar et le Tadjikistan :
|   | Date             | Lieu       | Match               | Score | Compétition                     |
| - | ---------------- | ---------- | ------------------- | ----- | ------------------------------- |
| 1 | 3 décembre 1998  | Suphanburi | Qatar - Tadjikistan | 2-1   | Jeux asiatiques de 1998 (gr. D) |
| 2 | 14 février 2006  | Doha       | Qatar - Tadjikistan | 2-0   | Match amical                    |
| 3 | 20 août 2008     | Doha       | Qatar - Tadjikistan | 5-0   | Match amical                    |
| 4 | 6 septembre 2012 | Ingolstadt | Qatar - Tadjikistan | 1-2   | Match amical                    |

#### Bilan
Au 15 décembre 2022 :
- Total de matchs disputés : 4
- Victoires du Qatar : 3
- Matchs nuls : 0
- Victoires du Tadjikistan : 1
- Total de buts marqués par le Qatar : 10
- Total de buts marqués par le Tadjikistan : 3

### Tchéquie

#### Confrontations
Confrontations entre le Qatar et la Tchéquie :
|   | Date             | Lieu | Match            | Score | Compétition  |
| - | ---------------- | ---- | ---------------- | ----- | ------------ |
| 1 | 11 novembre 2017 | Doha | Qatar - Tchéquie | 0-1   | Match amical |

#### Bilan
Au 15 décembre 2022 :
- Total de matchs disputés : 12
- Victoires du Qatar : 5
- Matchs nuls : 3
- Victoires de la Tchéquie : 4
- Total de buts marqués par le Qatar : 18
- Total de buts marqués par la Tchéquie : 18

### Thaïlande

#### Confrontations
Confrontations entre le Qatar et la Thaïlande, :
|    | Date             | Lieu      | Match             | Score | Compétition                              |
| -- | ---------------- | --------- | ----------------- | ----- | ---------------------------------------- |
| 1  | 9 janvier 1992   | Doha      | Qatar - Thaïlande | 1-1   | Match amical                             |
| 2  | 12 janvier 1992  | Doha      | Qatar - Thaïlande | 4-0   | Match amical                             |
| 3  | 31 octobre 1992  | Hiroshima | Thaïlande - Qatar | 1-2   | Coupe d'Asie des nations 1992 (gr. 2)    |
| 4  | 24 novembre 1998 | Bangkok   | Thaïlande - Qatar | 0-0   | Match amical                             |
| 5  | 12 décembre 1998 | Bangkok   | Thaïlande - Qatar | 1-2   | Jeux asiatiques de 1998 (2e tour)        |
| 6  | 10 juin 2000     | Bangkok   | Thaïlande - Qatar | 2-3   | Match amical                             |
| 7  | 6 octobre 2000   | Al Rayyan | Qatar - Thaïlande | 1-1   | Match amical                             |
| 8  | 12 février 2001  | Bangkok   | Thaïlande - Qatar | 1-3   | King's Cup 2001 (1er tour)               |
| 9  | 17 février 2001  | Bangkok   | Thaïlande - Qatar | 2-0   | King's Cup 2001 (match pour la 3e place) |
| 10 | 12 février 2002  | Bangkok   | Thaïlande - Qatar | 1-0   | King's Cup 2002 (1er tour)               |
| 11 | 18 février 2003  | Bangkok   | Thaïlande - Qatar | 1-1   | King's Cup 2003 (1er tour)               |
| 12 | 22 février 2003  | Bangkok   | Thaïlande - Qatar | 3-1   | King's Cup 2003 (match pour la 3e place) |
| 13 | 30 juin 2007     | Bangkok   | Thaïlande - Qatar | 1-1   | Match amical                             |
| 14 | 2 juillet 2007   | Bangkok   | Thaïlande - Qatar | 2-0   | Match amical                             |
| 15 | 17 mars 2013     | Doha      | Qatar - Thaïlande | 1-0   | Match amical                             |
| 16 | 25 août 2016     | Doha      | Qatar - Thaïlande | 3-0   | Match amical                             |

#### Bilan
Au 15 décembre 2022 :
- Total de matchs disputés : 16
- Victoires du Qatar : 7
- Matchs nuls : 5
- Victoires de la Thaïlande : 4
- Total de buts marqués par le Qatar : 23
- Total de buts marqués par la Thaïlande : 17

### Tunisie

#### Confrontations
Confrontations entre le Qatar et la Tunisie :
|   | Date            | Lieu | Match           | Score | Compétition  |
| - | --------------- | ---- | --------------- | ----- | ------------ |
| 1 | 8 mars 1977     | Doha | Qatar - Tunisie | 1-0   | Match amical |
| 2 | 26 janvier 1986 | Doha | Qatar - Tunisie | 2-1   | Match amical |

#### Bilan
Au 15 décembre 2022 :
- Total de matchs disputés : 2
- Victoires du Qatar : 2
- Matchs nuls : 0
- Victoires de la Tunisie : 0
- Total de buts marqués par le Qatar : 3
- Total de buts marqués par la Tunisie : 1

### Turkménistan

#### Confrontations
Confrontations entre le Qatar et le Turkménistan :
|   | Date         | Lieu | Match                | Score | Compétition  |
| - | ------------ | ---- | -------------------- | ----- | ------------ |
| 1 | 31 mai 2004  | Doha | Qatar - Turkménistan | 5-0   | Match amical |
| 2 | 25 juin 2007 | Doha | Qatar - Turkménistan | 1-0   | Match amical |
| 3 | 23 août 2017 | Doha | Qatar - Turkménistan | 2-1   | Match amical |

#### Bilan
Au 15 décembre 2022 :
- Total de matchs disputés : 3
- Victoires du Qatar : 3
- Matchs nuls : 0
- Victoires du Turkménistan : 0
- Total de buts marqués par le Qatar : 8
- Total de buts marqués par le Turkménistan : 1

### Turquie

#### Confrontations
Confrontations entre le Qatar et la Turquie :
|   | Date             | Lieu | Match           | Score | Compétition  |
| - | ---------------- | ---- | --------------- | ----- | ------------ |
| 1 | 13 novembre 2015 | Doha | Qatar - Turquie | 1-2   | Match amical |

#### Bilan
Au 15 décembre 2022 :
- Total de matchs disputés : 1
- Victoires du Qatar : 0
- Matchs nuls : 0
- Victoires de la Turquie : 1
- Total de buts marqués par le Qatar : 1
- Total de buts marqués par la Turquie : 2

## V

### Viêt Nam

#### Confrontations
Confrontations entre le Qatar et le Viêt Nam :
|   | Date            | Lieu      | Match            | Score | Compétition                                                                 |
| - | --------------- | --------- | ---------------- | ----- | --------------------------------------------------------------------------- |
| 1 | 11 avril 1993   | Doha      | Qatar - Viêt Nam | 4-0   | Tours préliminaires à la Coupe du monde 1994 (zone Asie - 1er tour - gr. C) |
| 2 | 26 avril 1993   | Singapour | Viêt Nam - Qatar | 0-4   | Tours préliminaires à la Coupe du monde 1994 (zone Asie - 1er tour - gr. C) |
| 3 | 12 juillet 2007 | Hanoï     | Viêt Nam - Qatar | 1-1   | Coupe d'Asie des nations 2007 (gr. B)                                       |
| 4 | 23 juillet 2011 | Doha      | Qatar - Viêt Nam | 3-0   | Éliminatoires de la Coupe du monde 2014 : zone Asie (2e tour)               |
| 5 | 28 juillet 2011 | Hanoï     | Viêt Nam - Qatar | 2-1   | Éliminatoires de la Coupe du monde 2014 : zone Asie (2e tour)               |
| 6 | 9 octobre 2013  | Doha      | Qatar - Viêt Nam | 1-2   | Match amical                                                                |

#### Bilan
Au 15 décembre 2022 :
- Total de matchs disputés : 6
- Victoires du Qatar : 3
- Matchs nuls : 1
- Victoires du Viêt Nam : 2
- Total de buts marqués par le Qatar : 14
- Total de buts marqués par le Viêt Nam : 5

## Y

### Yémen

#### Confrontations
Confrontations entre le Qatar et le Yémen :
|    | Date              | Lieu      | Match         | Score | Compétition                                               |
| -- | ----------------- | --------- | ------------- | ----- | --------------------------------------------------------- |
| 1  | 21 septembre 1994 | Al Rayyan | Qatar - Yémen | 2-0   | Match amical                                              |
| 2  | 5 janvier 2004    | Koweït    | Qatar - Yémen | 3-0   | Coupe du Golfe des nations 2003 (en)                      |
| 3  | 5 décembre 2004   | Doha      | Qatar - Yémen | 3-0   | Match amical                                              |
| 4  | 11 janvier 2009   | Mascate   | Qatar - Yémen | 2-1   | Coupe du Golfe des nations 2009 (gr. B)                   |
| 5  | 28 novembre 2010  | Zinjibar  | Yémen - Qatar | 1-2   | Coupe du Golfe des nations 2010 (gr. A)                   |
| 6  | 13 octobre 2013   | Doha      | Qatar - Yémen | 6-0   | Éliminatoires de la Coupe d'Asie des nations 2015 (gr. D) |
| 7  | 15 novembre 2013  | Al-Aïn    | Yémen - Qatar | 1-4   | Éliminatoires de la Coupe d'Asie des nations 2015 (gr. D) |
| 8  | 16 novembre 2014  | Riyad     | Yémen - Qatar | 0-0   | Coupe du Golfe des nations 2014 (gr. A)                   |
| 9  | 23 décembre 2017  | Koweït    | Qatar - Yémen | 4-0   | Coupe du Golfe des nations 2017-18 (en) (gr. B)           |
| 10 | 29 novembre 2019  | Doha      | Qatar - Yémen | 6-0   | Coupe du Golfe des nations 2019 (en) (gr. A)              |

#### Bilan
Au 15 décembre 2022 :
- Total de matchs disputés : 10
- Victoires du Qatar : 9
- Matchs nuls : 1
- Victoires du Yémen : 0
- Total de buts marqués par le Qatar : 32
- Total de buts marqués par le Yémen : 3

### Yémen du Sud

#### Confrontations
Confrontations entre le Qatar et le Yémen du Sud :
|   | Date           | Lieu   | Match                | Score | Compétition                                 |
| - | -------------- | ------ | -------------------- | ----- | ------------------------------------------- |
| 1 | 6 janvier 1972 | Bagdad | Yémen du Sud - Qatar | 2-1   | Coupe de Palestine des nations 1972 (gr. B) |

#### Bilan
- Total de matchs disputés : 1
- Victoires du Qatar : 0
- Matchs nuls : 0
- Victoires du Yémen du Sud : 1
- Total de buts marqués par le Qatar : 1
- Total de buts marqués par le Yémen du Sud : 2

## Z

### Zimbabwe

#### Confrontations
Confrontations entre le Qatar et le Zimbabwe :
|   | Date           | Lieu | Match            | Score | Compétition  |
| - | -------------- | ---- | ---------------- | ----- | ------------ |
| 1 | 8 janvier 2002 | Doha | Qatar - Zimbabwe | 0-2   | Match amical |

#### Bilan
Au 15 décembre 2022 :
- Total de matchs disputés : 1
- Victoires du Qatar : 0
- Matchs nuls : 0
- Victoires du Zimbabwe : 1
- Total de buts marqués par le Qatar : 0
- Total de buts marqués par le Zimbabwe : 2